# Tây-Sơn-Dynastie

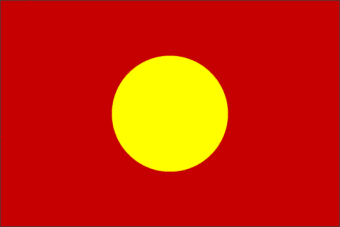
Flagge der Tây-Sơn-Dynastie (unter Nguyễn Huệ)

Die Tây-Sơn-Dynastie (vietn. Tây Sơn triều oder Nhà Tây Sơn; chữ Nôm: 家西山, chữ Hán: 西山朝) stellte in Vietnam (damals Đại Việt) von 1778 bis 1802 den Kaiser. Sie ging aus der 1771 ausgebrochenen Tây-Sơn-Rebellion der drei Brüder Nguyễn Nhạc, Nguyễn Huệ und Nguyễn Lữ hervor. Im Gegensatz zu allen anderen vietnamesischen Dynastien ist sie nicht nach dem Familiennamen Nguyễn der Brüder benannt, sondern nach deren Heimatdorf Tây Sơn in der Provinz Bình Định, da auch deren Hauptgegner den gleichen Namen führten.
Den Tây-Sơn-Brüdern gelang es, die im Süden herrschenden Nguyễn-Fürsten und die im Norden herrschenden Trịnh-Fürsten sowie die machtlose Lê-Kaiserdynastie zu stürzen und so das Land nach etwa zweieinhalb Jahrhunderten der Teilung wieder zu vereinen. Durch entscheidende Siege gegen siamesische und Qing-chinesische Invasionsarmeen konnte Vietnam nach außen hin militärisch abgesichert werden. Im Innern zeichnete sich die Dynastie durch eine verhältnismäßig fortschrittliche Gesellschafts- und Kulturpolitik aus; zugleich wurde die Bevölkerung einer restriktiven Kontrolle und Militarisierung unterworfen. Über nahezu den gesamten Existenzzeitraum der Dynastie befand sich das Land im Kriegszustand. Zwischenzeitlich bekriegten sich die Brüder auch untereinander.
Das Kerngebiet der Tây Sơn war das heutige Süd-Zentralvietnam; als Hauptstädte fungierten Chà Bàn (bei Quy Nhơn) und ab 1788 Phú Xuân (Huế).
Bereits Ende der 1780er-Jahre konnte Nguyễn Phúc Ánh, ein überlebendes Mitglied der Nguyễn-Fürstenfamilie, den Süden des Landes von den Tây-Sơn-Kräften zurückerobern. Nach dem Tod der drei Brüder brach deren Dynastie dann ab Mitte der 1790er-Jahre schnell zusammen und wurde schließlich im Jahr 1802 von der Nguyễn-Kaiserdynastie abgelöst.
Während die Tây Sơn im 19. Jahrhundert als Banditen und unrechtmäßige Usurpatoren galten, so wurden sie Anfang des 20. Jahrhunderts von der kommunistisch dominierten Unabhängigkeitsbewegung „wiederentdeckt“ und als frühsozialistische Revolutionäre und Nationalhelden verehrt.

## Die Tây-Sơn-Brüder

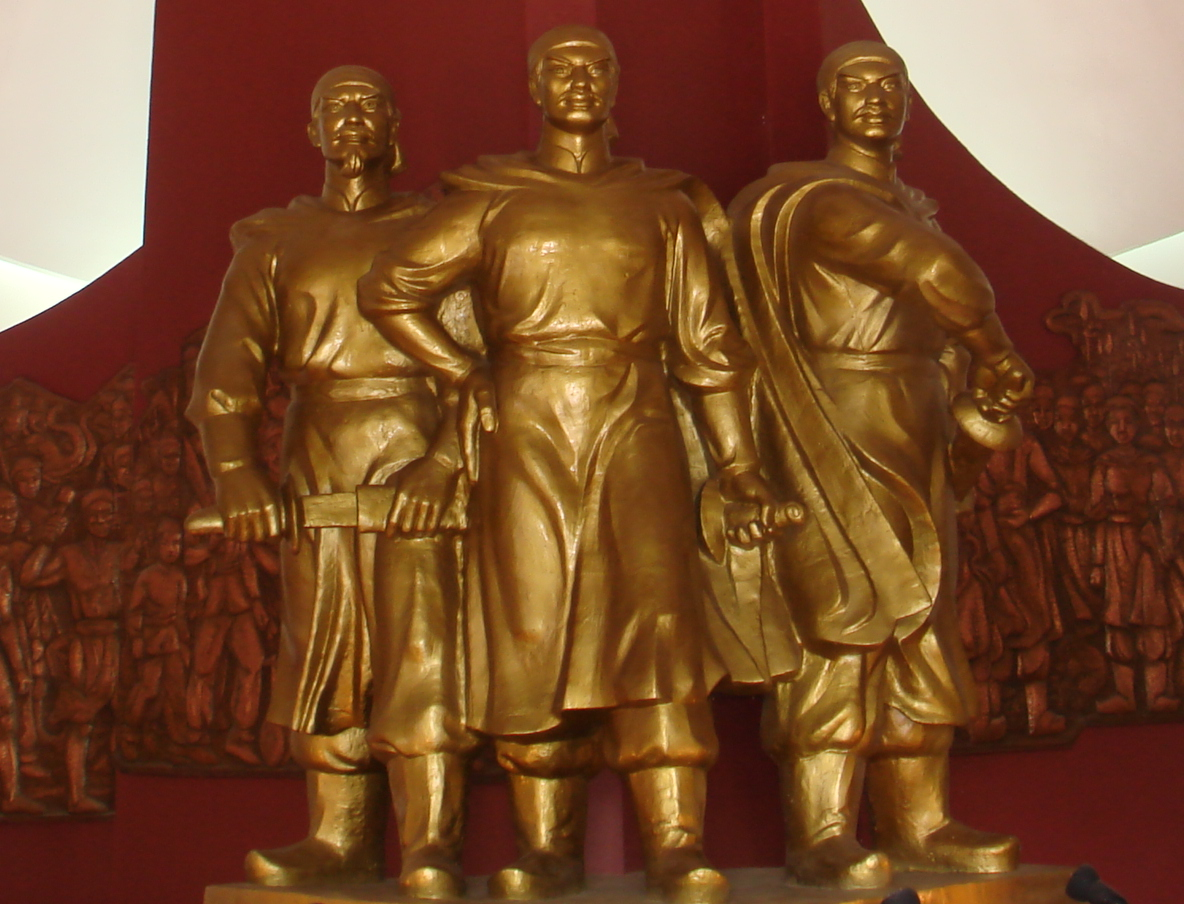
Moderne Statuengruppe der drei Tây-Sơn-Brüder im Quang-Trung-Museum, Bình Định. Ihr tatsächliches Aussehen ist nicht überliefert, da fast alle Werke der Tây-Sơn-Zeit von der nachfolgenden Nguyễn-Dynastie zerstört wurden (Damnatio memoriae).

Die Tây-Sơn-Brüder waren verhältnismäßig einfacher, bäuerlicher Herkunft. Ihre Vorfahren stammten aus der nördlichen Provinz Nghệ An und trugen den Familiennamen Hồ. Später wurde daher eine Abstammung von Kaiser Hồ Quý Ly (reg. 1400–1401) behauptet, wofür es aber außer dem gemeinsamen Namen keine Hinweise gibt. Der Ururgroßvater der Brüder kämpfte im Trịnh-Nguyễn-Krieg auf Seiten der Trịnh-Fürsten, wurde Mitte der 1650er-Jahre gefangen genommen und wie viele andere Kriegsgefangene auch von den Nguyễn-Fürsten im Rahmen der vietnamesischen Südexpansion ins Hinterland der Provinz Bình Định (damals Provinz Quy Nhơn) umgesiedelt. Zunächst als Bauern tätig, erlangte die Familie schließlich im Betelnuss-Handel einen gewissen Wohlstand. Erst der Vater der drei Brüder änderte den Familiennamen von Hồ in  Nguyễn, vermutlich um seine Karrierechancen unter den Nguyễn-Fürsten zu erhöhen.
Die drei Brüder waren:
- Nguyễn Nhạc (1743?–1793), ab 1778 Kaiser Thái Đức
- Nguyễn Huệ (1753?–1792), 1786 tituliert Bắc Bình Vương („König der nördlichen Pazifikation“), ab 1788 Kaiser Quang Trung
- Nguyễn Lữ (1754?–1787), 1786 tituliert Đông Định Vương („König der östlichen Stabilisierung“)

Die Geburtsdaten der Brüder sind nicht gesichert. Die beiden jüngeren, Nguyễn Huệ und Nguyễn Lữ, waren ungefähr gleich alt, weshalb widersprüchliche Angaben dazu existieren, wer der ältere und wer der jüngere war.

## Geschichtlicher Überblick

### Aufstieg und Etablierung der Herrschaft unter Nguyễn Nhạc

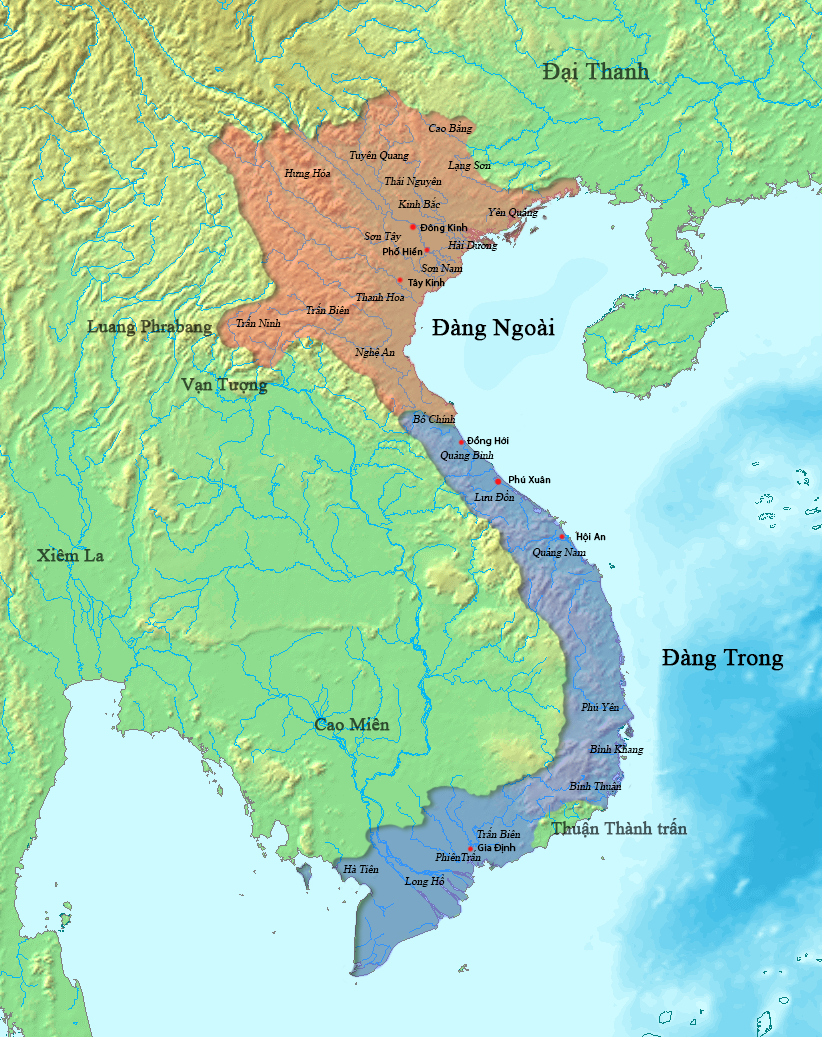
Vietnam wenige Jahre vor der Tây-Sơn-Rebellion: Die Trịnh-Fürsten beherrschen den Norden, genannt Đàng Ngoài (rot), die Nguyễn-Fürsten das Zentrum und den Süden des Landes, genannt Đàng Trong (blau).

Nach dem Friedensschluss mit den Trịnh-Fürsten im Jahr 1672 hatten die im Süden des Landes regierenden Nguyễn-Fürsten ihr Herrschaftsgebiet stark ausgedehnt, hauptsächlich auf Kosten Kambodschas. Die nahezu ungebremste Expansion der Nguyễn fand jedoch um 1771 im verlustreichen Krieg gegen das neue siamesische Reich unter König Taksin ein Ende. Die Kriegsanstrengungen, kombiniert mit langjähriger Misswirtschaft und einer Handelskrise, führten zu großen Belastungen für das einfache Volk, das unter immer höher werdenden Steuern und Abgaben litt.
Im Jahr 1771 begann der älteste Bruder Nguyễn Nhạc, zu diesem Zeitpunkt ein einfacher Steuereintreiber, einen Aufstand in den abgelegenen Hügelregionen der Provinz Quy Nhơn (Bình Định). Der Auslöser seines Aufstandes war der Vorwurf der Unterschlagung von Steuereinnahmen, wobei unklar ist, ob Nguyễn Nhạc das Geld beim Glückspiel verlor, an die Bedürftigen verteilte oder angesichts der allgemeinen Armut gar nie einsammeln konnte. Zur Rebellion ermutigt wurde Nguyễn Nhạc auch von seinem ehemaligen Lehrer, dem in Ungnade gefallenen Hofgelehrten Trương Văn Hiến. Das Ziel der Revolte war zunächst der Sturz des als korrupt und habgierig geltenden Ministers Trương Phúc Loan, der seit dem Tod des alten Fürsten Nguyễn Phúc Khoát einige Jahre zuvor der tatsächliche Machthaber war. Von dessen Regierung wurde Nguyễn Nhạc anfangs als lokaler Banditenführer betrachtet und seine stetig wachsende Bewegung völlig unterschätzt. Unterstützung erhielten die Rebellen nicht nur von der verarmten Landbevölkerung, sondern auch von der Cham-Minderheit, verschiedenen Bergvölkern und sogar chinesischen Geschäftsleuten, die sich von den harten Steuergesetzen drangsaliert fühlten. Zwei einflussreiche chinesische Kaufmänner stellten aus ihren Landsleuten eigene Armeen zusammen und schlossen sich der Erhebung an.
Im Jahr 1773 eroberten die Aufständischen durch eine List überraschend die Hafenstadt Quy Nhơn, womit die Tây-Sơn-Brüder sowohl die Einnahmen aus dem lukrativen Überseehandel als auch die Unterstützung südchinesischer Piraten erlangten. Die Nguyễn mobilisierten nun alle Kräfte gegen die Tây-Sơn-Rebellen, doch es war zu spät: Fürst Trịnh Sâm, der den Norden des Landes beherrschte, sah durch den Aufstand seine Chance gekommen, brach den seit über hundert Jahre andauernden Frieden und marschierte mit seinen Truppen im Herbst 1774 in das Territorium der Nguyễn ein. Die Nguyễn waren nun in einem Zweifrontenkrieg verstrickt. Der Minister Trương Phúc Loan wurde gestürzt und an die Trịnh ausgeliefert, doch damit ließen sich die Tây-Sơn-Rebellen nicht mehr besänftigen. Die Nguyễn-Fürstenfamilie gab schließlich Ende des Jahres die Hauptstadt Phú Xuân (Huế) auf und floh samt der Regierung, zunächst ins südlich angrenzende Quảng Nam, dann – unter Preisgabe ihrer Kernlande – per Schiff nach Gia Định (Saigon).
Durch diese Verlagerung drohten nun wiederum die Tây Sơn zwischen den Trịnh im Norden und den Nguyễn im Süden aufgerieben zu werden. Der Aufstandsführer Nguyễn Nhạc konnte jedoch ein kurzlebiges Bündnis mit den Trịnh schließen, indem er sich formal „unterwarf“ und im Gegenzug als General und Statthalter des Südens anerkannt wurde.
Im Jahr 1776 erklärte sich Nguyễn Nhạc zum König (und brach damit die Übereinkunft mit den Trịnh). Als Residenz wählte er die einstige Champa-Stadt Chà Bàn (Vijaya) nahe Quy Nhơn. 1777 wurde auch Gia Định von den Tây-Sơn-Truppen erobert. Nahezu die gesamte Nguyễn-Fürstenfamilie wurde massakriert. Im folgenden Jahr nahm Nguyễn Nhạc den Kaisertitel an – obwohl es im Norden, im Herrschaftsgebiet der Trịnh, bereits einen (machtlosen) vietnamesischen Kaiser aus der Lê-Dynastie gab.
Einige wenige Nguyễn-Familienmitglieder hatten entkommen können und waren unter der Führung des jungen Prinzen Nguyễn Phúc Ánh auf eine vorgelagerte Insel geflohen. Nachdem nach einem knappen Jahr der Großteil der Tây-Sơn-Truppen nach Norden abgezogen war, kehrte dieser auf das Festland zurück und eroberte Gia Định. Damit begann ein jahrelanger Krieg im Süden mit höchst wechselhaftem Verlauf. Gia Định wurde mehrmals erobert und zurückerobert, ebenso wurde Nguyễn Phúc Ánh mehrmals vom Festland vertrieben, nur um wenig später mit neuen Truppen zurückzukommen. Der Konflikt erfasste auch das benachbarte Kambodscha, wo Parteigänger der Nguyễn, der Tây Sơn und der Siamesen gegeneinander kämpften. Der Tây-Sơn-Führer hatte zwar deutlich mehr Truppen zur Verfügung als der Nguyễn-Prinz, musste aber einen wesentlichen Teil davon im Norden zurückhalten, um sich gegenüber den Trịnh abzusichern, mit denen ein unsicherer Waffenstillstand bestand. Im Umland von Gia Định sowie im Mekongdelta verübten die Tây-Sơn-Truppen pogromartige Massaker an den dort lebenden chinesischen Siedlern, nachdem sich deren Oberhäupter zu den Nguyễn bekannt hatten; vermutlich wurden zehntausende Zivilisten ermordet.
1780 nahm der volljährig gewordene Nguyễn Phúc Ánh einen Königstitel an und trat damit auch offiziell das Erbe der Nguyễn-Fürsten an. Drei Jahre später stand er allerdings erneut kurz vor der Niederlage. Er fand nun im neuen siamesischen König Rama I. einen mächtigen Verbündeten, welcher ihm zwanzigtausend Soldaten sowie eine Flotte zur Unterstützung entsandte. Diese neue Allianz wurde jedoch im Januar 1785 in der Schlacht von Rạch Gầm-Xoài Mút von den Tây Sơn vernichtend geschlagen. Nguyễn Phúc Ánh floh nach Siam. Das Oberkommando über die Tây-Sơn-Truppen hatte der jüngere Bruder Nguyễn Huệ geführt, der mittlerweile zum aktivsten und in Militärangelegenheiten dominantesten Mitglied der Familie geworden war.
Nach der Sicherung des Südens wandte sich die Tây-Sơn-Dynastie im Jahr 1786 nach Norden gegen die Trịnh. Der Auslöser dieses neuen Feldzuges war die ehemalige Nguyễn-Hauptstadt Phú Xuân (Huế), die seit 1775 von den Trịnh kontrolliert wurde, aber von den Tây Sơn beansprucht wurde. Die Trịnh hatten sich 1782 in einem Thronfolgekrieg gegenseitig zerfleischt und stellten damit für die kampferfahrenen Tây-Sơn-Veteranen kein größeres Problem mehr dar. Nach der raschen Eroberung der Stadt ließ sich der Oberbefehlshaber Nguyễn Huệ von einem übergelaufenen General names Nguyễn Hữu Chỉnh überreden, sich mit diesem Erfolg nicht zufriedenzugeben. Eigenmächtig beschloss er, noch weiter nach Norden vorzustoßen und die Trịnh-Fürsten zu beseitigen. Die Bevölkerung des Nordens war nach Jahrzehnten der Misswirtschaft und Hungersnöte der Trịnh-Herrschaft überdrüssig geworden, so dass die Tây Sơn vielerorts begeistert begrüßt wurden. Nachdem der Fürst Trịnh Khải Suizid begangen hatte und die Tây-Sơn-Truppen in die nördliche Hauptstadt Đông Kinh (Hanoi) einmarschiert waren, besuchte Nguyễn Huệ den machtlosen Lê-Marionettenkaiser Lê Hiển Tông und sicherte diesem seine Unterstützung sowie den Fortbestand der Lê-Dynastie zu. Der greise Kaiser ernannte ihn daraufhin zum Oberbefehlshaber, verlieh ihm einen hohen Adelstitel und gab ihm seine Tochter zur Frau. Wenige Tage später starb er. Nguyễn Huệ machte den Enkel Lê Chiêu Thống zum Nachfolger. Erstmals seit den 1530er-Jahren war damit ganz Vietnam wieder vereint, nun allerdings in einer Ausdehnung, die es nie zuvor besessen hatte.

### Bruderkrieg, Verlust des Südens und Sieg über China unter Nguyễn Huệ
Der älteste Bruder und Kaiser Nguyễn Nhạc, der in seiner Residenz im Süden geblieben war, hatte zuvor lediglich einer begrenzten Offensive auf Phú Xuân zugestimmt und einen Vorstoß weiter in den Norden entschieden abgelehnt. Das Nordvietnam der Trịnh war für die Tây Sơn ein fremdes Land, und Nguyễn Nhạc hatte offensichtlich die Absicht gehabt, sich aus den dortigen Machtkämpfen herauszuhalten. Alle seine politischen Handlungen deuten darauf hin, dass er die Zukunft der Dynastie im Süden sah, wo er den Tây-Sơn-Staat als ein eigenständiges Kaiserreich mit dem Zentrum Quy Nhơn aufzubauen gedachte. Die Vorstellung eines großen vietnamesischen Einheitsstaates, von einer der Großstädte des Norden aus regiert, war ihm folglich zuwider. Sein Bruder Nguyễn Huệ hatte hingegen genau solche gesamtvietnamesischen Ambitionen und fühlte sich auch persönlich zu deren Umsetzung berufen. Mit seinem nicht abgesprochenen Feldzug zum Sturz der Trịnh hatte er nicht nur Befehle missachtet und die strategischen Planungen seines Bruders über den Haufen geworfen, sondern auch den Ruhm des Sieges im Alleingang eingefahren. Wutentbrannt begab sich Nguyễn Nhạc daher im August 1786 ebenfalls in den Norden und rief seinen Bruder zurück.
Nach ihrer Rückkehr teilten die Brüder das Land unter sich auf: Der bisher nicht sonderlich in Erscheinung getretene dritte Bruder Nguyễn Lữ erhielt den äußersten Süden, den er als König von Gia Định aus verwaltete. Nguyễn Huệ erhielt Nord-Zentralvietnam mit der Residenz Phú Xuân und ebenfalls den Königstitel. Das dazwischenliegende Kerngebiet der Dynastie, Süd-Zentralvietnam, wurde weiterhin direkt von Nguyễn Nhạc regiert, der als Zeichen seiner Oberherrschaft den zusätzlichen Kaisertitel Trung ương Hoàng đế („Zentraler Kaiser“) annahm. Ganz im Norden sollten die Lê-Monarchen autonom regieren.

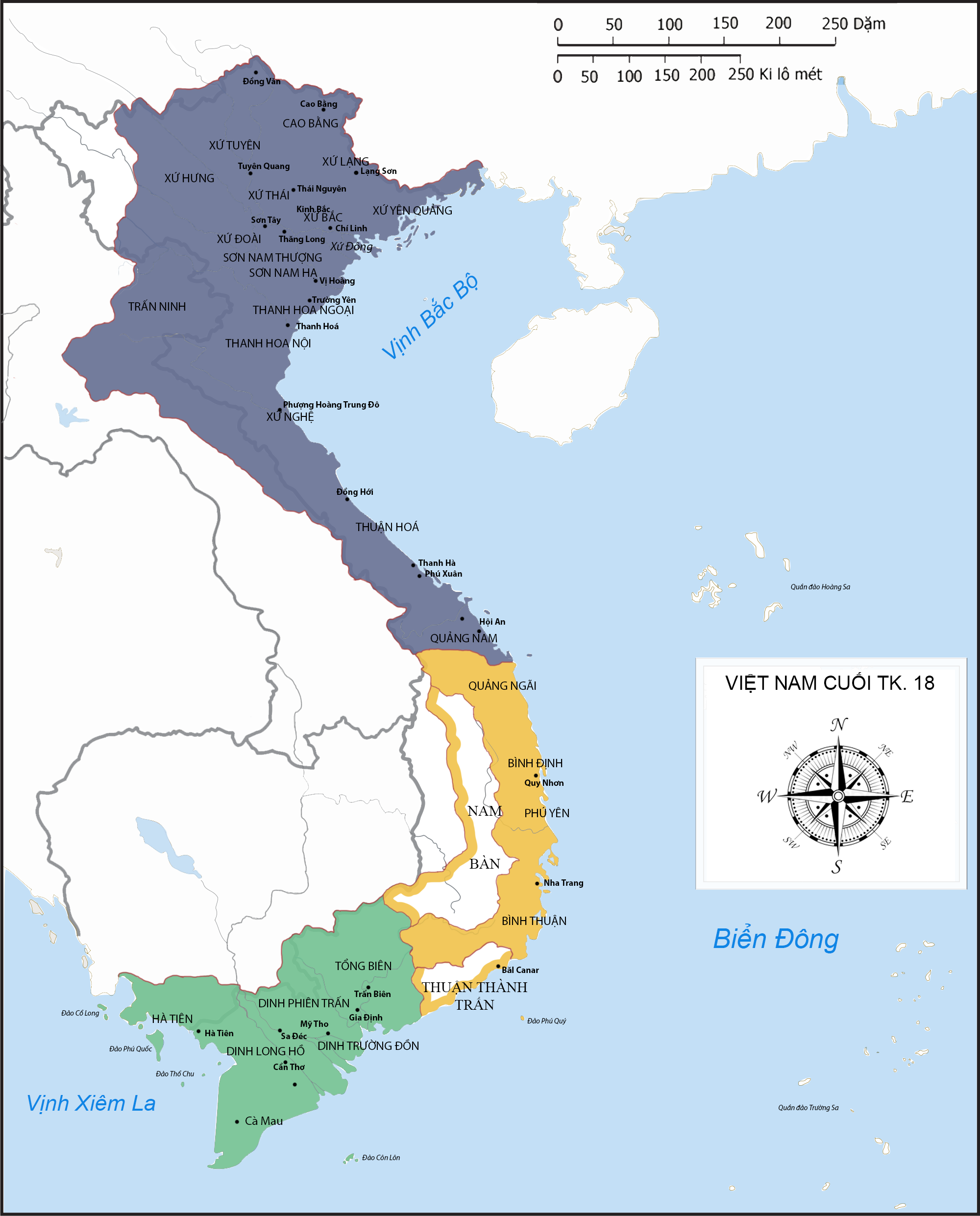
Vietnam 1788–1792: Das Herrschaftsgebiet des Bruders Nguyễn Huệ in blau, das des Nguyễn Nhạc in gelb. Der dritte Bruder Nguyễn Lữ wurde im Süden bereits von Nguyễn Phúc Ánh besiegt, dessen Machtbereich in grün dargestellt wird.

Dieses System scheiterte bereits nach wenigen Monaten. Da Nguyễn Nhạc den Großteil der im Norden erbeuteten Schätze für sich selbst einbehielt, rebellierte sein Bruder gegen seine Oberherrschaft. Es kam zum Krieg. Nguyễn Huệ, der auf die Unterstützung der großen Mehrheit der Soldaten zählen konnte, führte seine Truppen nach Süden, schlug Mitte 1787 die Kräfte seines Bruders und belagerte schließlich dessen Residenz. Nguyễn Nhạc rief die Truppen des dritten Bruders aus dem Süden zu Hilfe, die aber ebenfalls geschlagen wurden. Während des Höhepunkts der Kämpfe besannen sich die Brüder jedoch letzten Endes auf ihre gemeinsame familiäre Herkunft und einigten sich auf einen Waffenstillstand. Faktisch war Nguyễn Nhạc besiegt und zu einem Kleinherrscher degradiert worden. Nguyễn Huệ kehrte nach Phú Xuân zurück und erklärte sich zum neuen Oberhaupt der Dynastie, was von der großen Mehrheit der Bevölkerung und Würdenträger anerkannt wurde.
Währenddessen hatte Nguyễn Phúc Ánh, als er die Nachricht vom Bruderkrieg gehört hatte, sein siamesisches Exil verlassen und war mit einigen Getreuen ins Mekongdelta zurückgekehrt. Ein lokaler General konnte nach einiger Zeit zum Überlaufen bewegt werden. Nguyễn Lữ, der weder die staatsmännischen noch die militärischen Fähigkeiten seiner beiden Brüder besaß und zudem den Großteil seiner Truppen nach Norden entsandt hatte, wurde durch eine List getäuscht und ergriff die Flucht, wenig später starb er gedemütigt am Hof seines Bruders. Im September 1788 eroberten die Nguyễn-Truppen schließlich Gia Định (Saigon). Der französische Berater Nguyễn Phúc Ánhs, der Priester Pierre Pigneau de Behaine, hatte inzwischen einige französische Veteranen angeworben, die den Nguyễn-Prinzen bei der Organisation einer modernen Marine sowie dem Bau einer Festung im Vauban-Stil unterstützten. Den Tây-Sơn-Kräften gelang es von nun an nicht mehr, die Nguyễn-Allianz aus dem Süden zu vertreiben – das Augenmerk der Dynastie hatte sich unter Nguyễn Huệ allerdings sowieso auf den Norden verschoben.

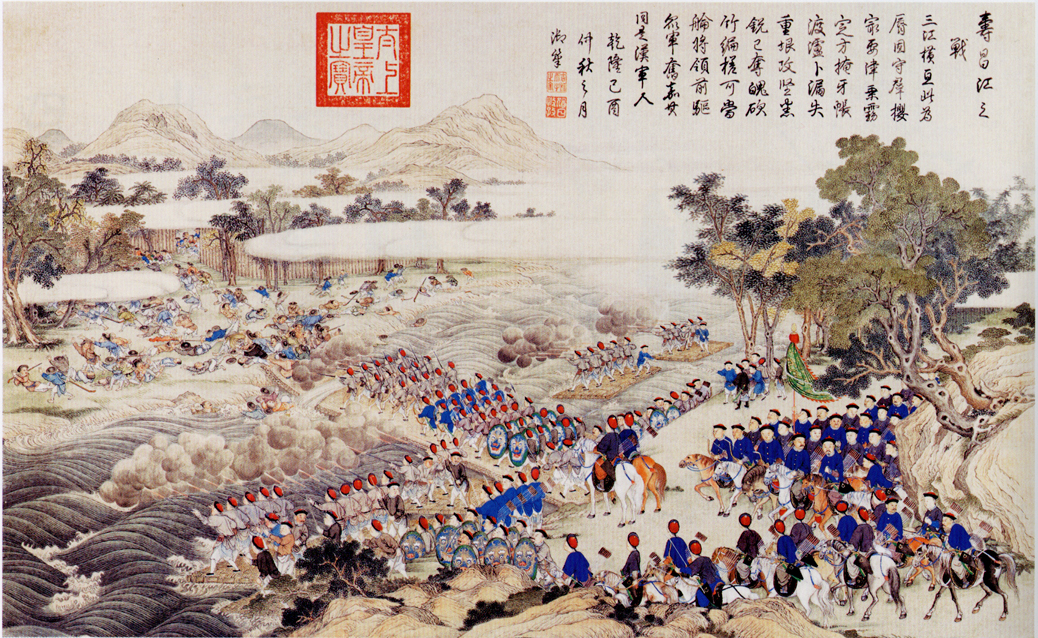
Qing-Truppen überqueren Ende 1788 unter feindlichem Beschuss einen Fluss im Norden Vietnams. Chinesisch-französisches Gemälde aus der Serie Les conquêtes de l'empereur de la Chine, spätes 18. Jahrhundert.

Der Norden des Landes war währenddessen im Chaos versunken und das Lê-Kaisertum erneut zu einem Spielball konkurrierender Interessengruppen geworden. In Đông Kinh (Hanoi) hatte zunächst wieder ein Trịnh-Abkömmling die Macht übernommen; dieser wurde aber wenig später vom Überläufer-General Nguyễn Hữu Chỉnh gestürzt, der im Folgenden selbst die Herrschaft übernahm. Nguyễn Huệ warf ihm Rebellion vor und entsandte die Truppen unter Vũ Văn Nhậm in den Norden. Nguyễn Hữu Chỉnh wurde schnell besiegt und getötet, während der Lê-Kaiser nach China floh. Vũ Văn Nhậm ernannte nun einen von ihm kontrollierten Lê-Prinzen zum „Prinzregenten“, was von anderen Tây-Sơn-Offizieren als Verrat aufgefasst wurde. Nguyễn Huệ kam auf deren Drängen schließlich 1788 persönlich nach Norden und ließ Vũ Văn Nhậm hinrichten. Vermutlich wurde sowohl Nguyễn Hữu Chỉnh als auch Vũ Văn Nhậm zum Verhängnis, dass sie als Parteigängers des älteren Tây-Sơn-Bruders galten, weshalb Nguyễn Huệ den Vorwand der Rebellion nutzte, um sie zu beseitigen.
In China lobbyierte unterdessen die Mutter des Lê-Kaisers erfolgreich um Unterstützung bei der herrschenden Qing-Dynastie. Der Qianlong-Kaiser beschloss die Entsendung mehrerer Invasionsarmeen mit angeblich bis zu zweihunderttausend Mann, um die Lê als seine loyalen Vasallen wieder auf den Thron zu bringen. Ende des Jahres überrannten chinesische Truppen unter der Führung des Vizekönigs Sun Shiyi den Norden und nahmen kampflos Đông Kinh (Hanoi) ein – die Tây-Sơn-Truppen hatten sich nach Süden zurückgezogen. Als Reaktion auf die Invasion erklärte Nguyễn Huệ am 22. Dezember 1788 die „verräterische“ Lê-Dynastie für abgesetzt und krönte sich selbst zum Kaiser. Die Chinesen rückten in der Zwischenzeit nicht weiter vor, da Vizekönig Sun Shiyi den Befehl erhalten hatte, nach der Eroberung der Hauptstadt keine weiteren Offensiven zu unternehmen, um die chinesischen Kriegsbelastungen auf ein Minimum zu reduzieren. Während der Feierlichkeiten zum chinesisch-vietnamesischen Neujahr (Ende Januar 1789) begannen die Tây Sơn einen Überraschungsangriff auf die rund um die Hauptstadt lagernden chinesischen Verbände. Unter anderem kam eine große Zahl von Kriegselefanten zum Einsatz. Die Chinesen erlitten bei der Schlacht von Ngọc Hồi-Đống Đa eine vernichtende Niederlage; vermutlich ertranken zehntausende Soldaten auf der Flucht im Roten Fluss. Mit dem Sieg hatte Nguyễn Huệ seine Machtposition gesichert, selbst sein Bruder musste nun seine Oberherrschaft widerwillig anerkennen.

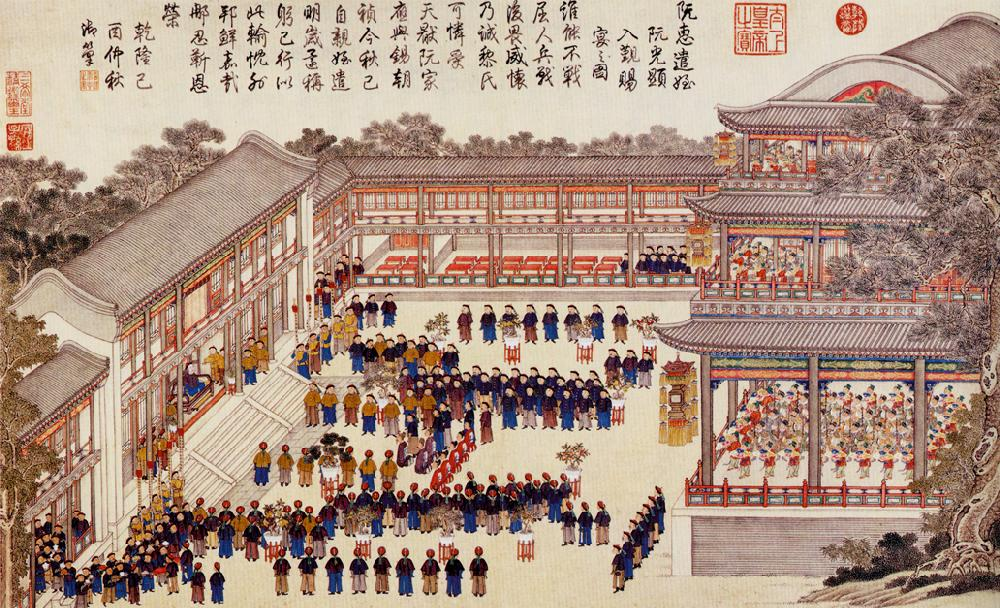
Ein vietnamesischer Gesandter wird zu den Friedensverhandlungen in Peking empfangen. Darstellung eines Qing-Hofmalers, vermutlich Mitte 1789.

Nach dem Rückzug der chinesischen Truppen kam es zu Verhandlungen zwischen Nguyễn Huệ und dem neuen Vizekönig Fuk’anggan. Man einigte sich darauf, dass sich Nguyễn Huệ beim chinesischen Kaiser „entschuldigen“ sollte und als Zeichen seiner „Unterwerfung“ ein zeremonieller jährlicher Tribut zu entrichten sei. Im Gegenzug wurde Nguyễn Huệ als König von Annam anerkannt – wie bisher die Lê-Monarchen. Faktisch bedeutete dies, dass sich die Qing geschlagen gaben, die Tây-Sơn-Herrschaft als rechtmäßig anerkannten und ihre Unterstützung für die Lê einstellten. Teil der Friedensvereinbarung war allerdings auch, dass der vietnamesische Monarch den chinesischen Kaiser – auf dessen ausdrücklichen Wunsch – persönlich an dessen Hof besuchen sollte. Dies stellte Nguyễn Huệ vor größere Probleme, schließlich konnte und wollte er sein Reich nicht für eine mehrmonatige Reise verlassen und sich derweil in die Hände einer fremden Macht begeben. Auch kannte er aufgrund seiner einfachen Herkunft das komplexe kaiserliche Hofzeremoniell nicht und sprach vermutlich nur wenig Chinesisch. Er entsandte schließlich – auf Anratens Fuk'anggans – einen gebildeten Doppelgänger. Dieser traf Mitte 1790 im Sommerpalast in Jehol ein und nahm dort an den Feierlichkeiten zum achtzigsten Geburtstag des hocherfreuten Kaisers teil. Vermutlich waren alle höherrangigen chinesischen Beamten sich der Täuschung bewusst, doch niemand enthüllte sie gegenüber dem Kaiser.
Trotz der Freundschaftsbekundungen blieb Nguyễn Huệ dem Kaiserreich China grundsätzlich feindselig eingestellt, so unterstützte er weiterhin die Piraten im Südchinesischen Meer sowie Qing-feindliche Gruppierungen wie die Tiandihui. Er betrieb auch – ungeachtet der andauernden Nguyễn-Bedrohung im Süden – Planungen für eine Invasion Südchinas zur „Rückeroberung“ von Liangguang (Guangxi und Guangdong) – schließlich waren diese Gebiete einst von den Hundert-Việt-Stämmen, den Vorfahren der Vietnamesen, besiedelt worden.

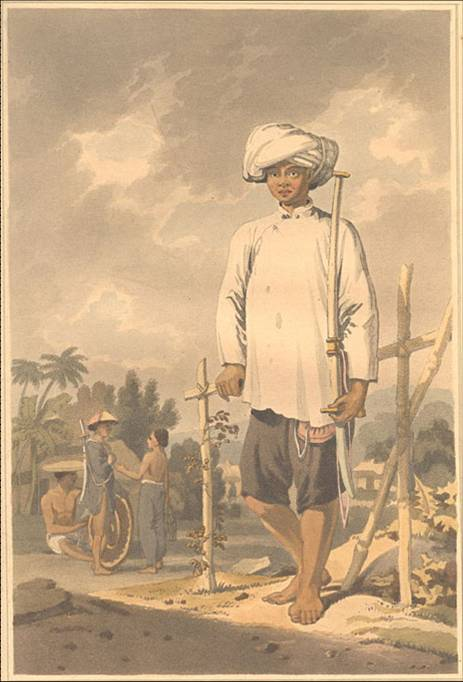
Tây-Sơn-Fußsoldat (Cochin-chinese Soldier). Darstellung des britischen Malers William Alexander, der als Mitglied der Macartney-Mission auf dem Weg nach China im Frühjahr 1793 einen kurzen Zwischenstopp in Vietnam einlegte. Illustration aus John Barrow: A Voyage to Cochin China, Cadell & Davies, London 1806, S. 333

Parallel zur diplomatischen Anerkennung durch China machte sich Nguyễn Huệ daran, seine Herrschaft durch administrative und repräsentative Maßnahmen auch innenpolitisch zu konsolidieren. Das wichtigste Vorhaben in diesem Sinne war der geplante Bau einer neuen monumentalen Hauptstadt namens Phượng Hoàng Trung Đô („Kaiserliche Phönix-Zentral-Hauptstadt“) in Nghệ An, der Heimatprovinz seiner Vorfahren. Der gewählte Ort (das heutige Vinh) lag zwar in einer wenig bedeutsamen Region, aber strategisch sinnvoll in der Mitte des von ihm kontrollierten Gebietes. Während der Bauarbeiten – die nie abgeschlossenen werden sollten – regierte Nguyễn Huệ weiterhin von Phú Xuân aus.
In den Jahren 1790 und 1791 fielen Tây-Sơn-Armeen plündernd in Laos ein. Offiziell ging es dabei um die Bekämpfung von Lê- und Nguyễn-Sympathisanten, wahrscheinlichere Gründe sind die Einforderung von Tributzahlungen, eine Machtdemonstration in Richtung China und Siam und eine Beschäftigung für das sonst untätige Militär, dem Kernelement des Tây-Sơn-Staates. Beim ersten Angriff stießen etwa fünfzigtausend Mann von der Provinz Nghệ An aus ins benachbarte Fürstentum Muang Phuan vor. Der zweite Angriff im folgenden Jahr umfasste nur rund zehntausend Soldaten, die aber bis in die siamesischen Vasallen-Königreiche Luang Prabang und Vientiane vorrückten. Im Herbst 1791 wurde selbst die Stadt Luang Prabang von den Tây-Sơn-Truppen erobert und geplündert.  König Nanthesan von Vientiane, zu diesem Zeitpunkt der starke Mann in Laos, versuchte die Tây Sơn, die Nguyễn und die Siamesen gegeneinander auszuspielen. Aufgrund des schnellen Rückzuges der Vietnamesen blieb aber die siamesische Oberherrschaft über weite Teile der Region bestehen.

### Niedergang unter Nguyễn Quang Toản
Im Jahr 1792 wurde Nguyễn Huệ plötzlich schwer krank. Auf seinem Sterbebett musste er noch erfahren, dass die Nguyễn, ausgestattet mit überlegenen Segelschiffen westlicher Bauart, im Süden weit in das Herrschaftsgebiet seines Bruders eingefallen waren. Er starb schließlich am 16. September 1792 im Alter von etwa vierzig Jahren. Seine letzten Projekte, die Errichtung der neuen Hauptstadt sowie die Invasion Südchinas, starben mit ihm. Nachfolger wurde sein ältester Sohn Nguyễn Quang Toản (1783–1802), der den Kaisernamen Cảnh Thịnh annahm. Der neue Kaiser war allerdings erst an die zehn Jahre alt, weshalb eine Gruppe von Generälen und Beamten die Regentschaft übernahm. Der junge Kaiser residierte samt seiner Regierung weiterhin in Phú Xuân (Huế). Ein Halbbruder namens Nguyễn Quang Thùy wurde formal zum Vizekönig für Nordvietnam ernannt und in Đông Kinh (Hanoi) ebenfalls einem Regenten unterstellt.
Im Süden stießen die Nguyễn-Kräfte währenddessen immer weiter nach Norden vor und standen schließlich 1793 vor Quy Nhơn. Der vorzeitig vergreiste und desillusionierte Nguyễn Nhạc sah sich gezwungen, die verhasste Generalsclique seines verstorbenen Bruders zu Hilfe zu rufen. Die Tây-Sơn-Truppen aus dem Norden trieben die Nguyễn zurück, setzten aber anschließend auch Nguyễn Nhạc ab. Wenig später starb er voller Verbitterung. Nguyễn Nhạcs ältester Sohn Nguyễn Bảo wurde mit einer Apanage abgefunden und unter Aufsicht gestellt.

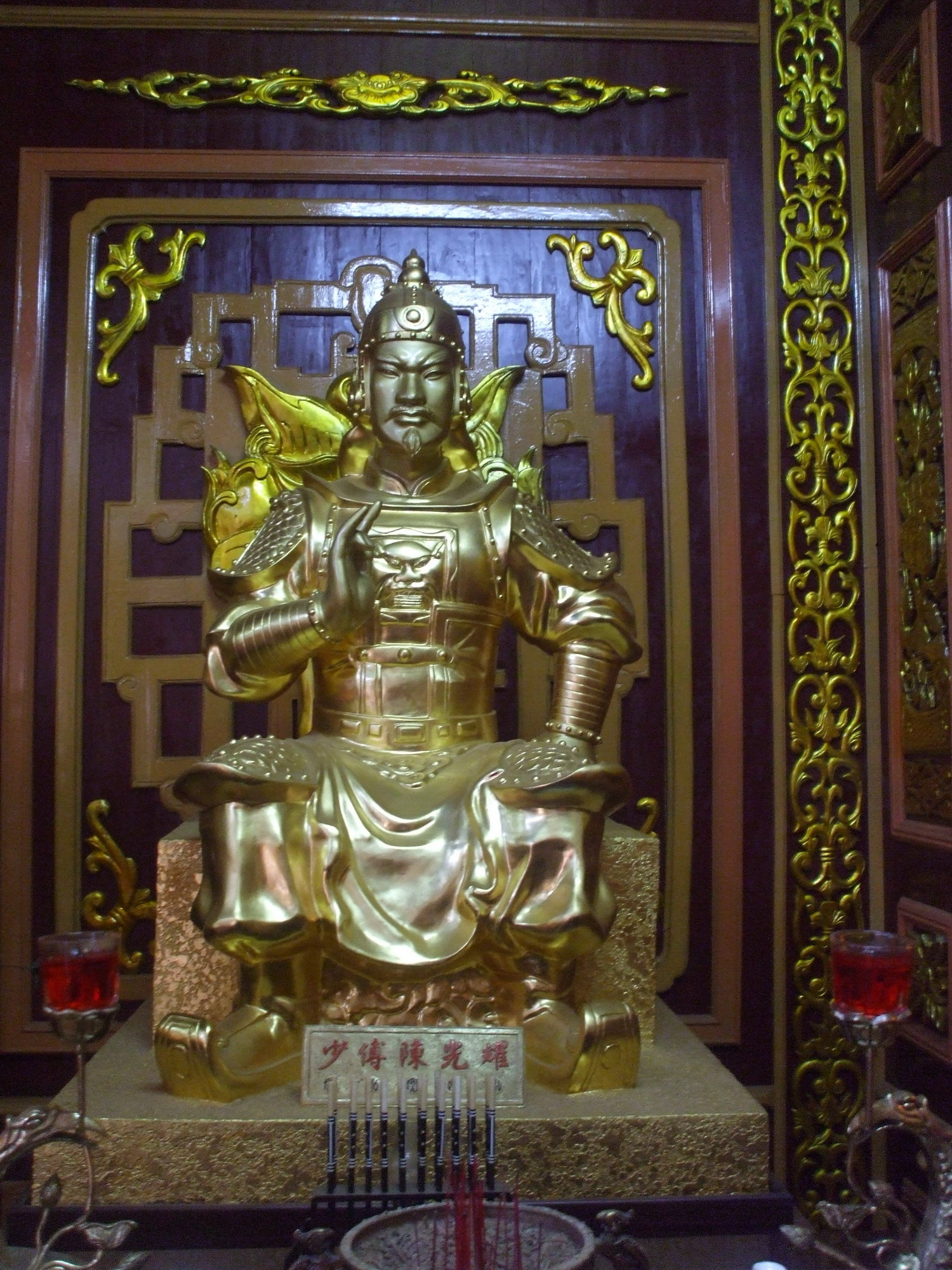
Trần Quang Diệu, einer der führenden Generäle gegen Ende der Tây-Sơn-Dynastie, Ehemann der Bùi Thị Xuân
(Moderne Statue im Quang-Trung-Museum, Bình Dịnh)

Der französische Baumeister der Nguyễn, Olivier de Puymanel, ließ Ende 1793 bis Anfang 1794 in Diên Khánh nahe der zuvor eroberten Hafenstadt Nha Trang eine Zitadelle errichten, die durch ihre strategisch günstige Lage den Weg nach Süden blockierte und gleichzeitig eine wesentliche Bedrohung für die Tây-Sơn-Kernlande darstellte. Als im Frühjahr 1794 die Tây-Sơn-Gegenoffensive unter General Trần Quang Diệu anlief, war die Festung bereits fertiggestellt und überstand eine Belagerung. General Trần Quang Diệu kehrte jedoch Ende des Jahres mit einer größeren Armee zurück und belagerte Diên Khánh erneut.
In der Hauptstadt Phú Xuân war inzwischen der Hofbeamte (und Onkel des Kaisers mütterlicherseits) Bùi Đắc Tuyên zum faktischen Machthaber aufgestiegen. Durch sein autokratisches Auftreten und sein Vorgehen gegen politische Gegner am Hofe machte er sich viele Feinde. Im Jahr 1795 putschten einige Generäle unter der Führung des Võ Văn Dũng erfolgreich gegen ihn und ließen ihn samt seiner Unterstützer im Parfüm-Fluss ertränken – zur Bestürzung des Kaisers, dessen Machtlosigkeit damit offensichtlich wurde. General Trần Quang Diệu – ein Verbündeter des Getöteten – brach die Belagerung der Nguyễn-Festung ab und marschierte mit seinen Truppen nach Norden gegen die Putschisten. Der drohende Bürgerkrieg wurde erst im letzten Moment abgewendet, als sich die Generäle auf eine Verhandlungslösung einigten. Durch den Abbruch der Belagerung war allerdings der Plan gescheitert, die Nguyễn wieder aus der südlichen Küstenregion zu vertreiben – alles Land südlich der Zitadelle war nun unzweifelhaft fest in deren Hand.
Im Jahr 1798 rebellierte der politisch kaltgestellte Nguyễn Bảo, der Sohn des Nguyễn Nhạc, gegen die Herrschaft seines Cousins. Er eroberte Quy Nhơn und rief Nguyễn Phúc Ánh zu Hilfe. Die Rebellion wurde aber vor Eintreffen der Nguyễn-Truppen niedergeschlagen; Nguyễn Bảo wurde hingerichtet.

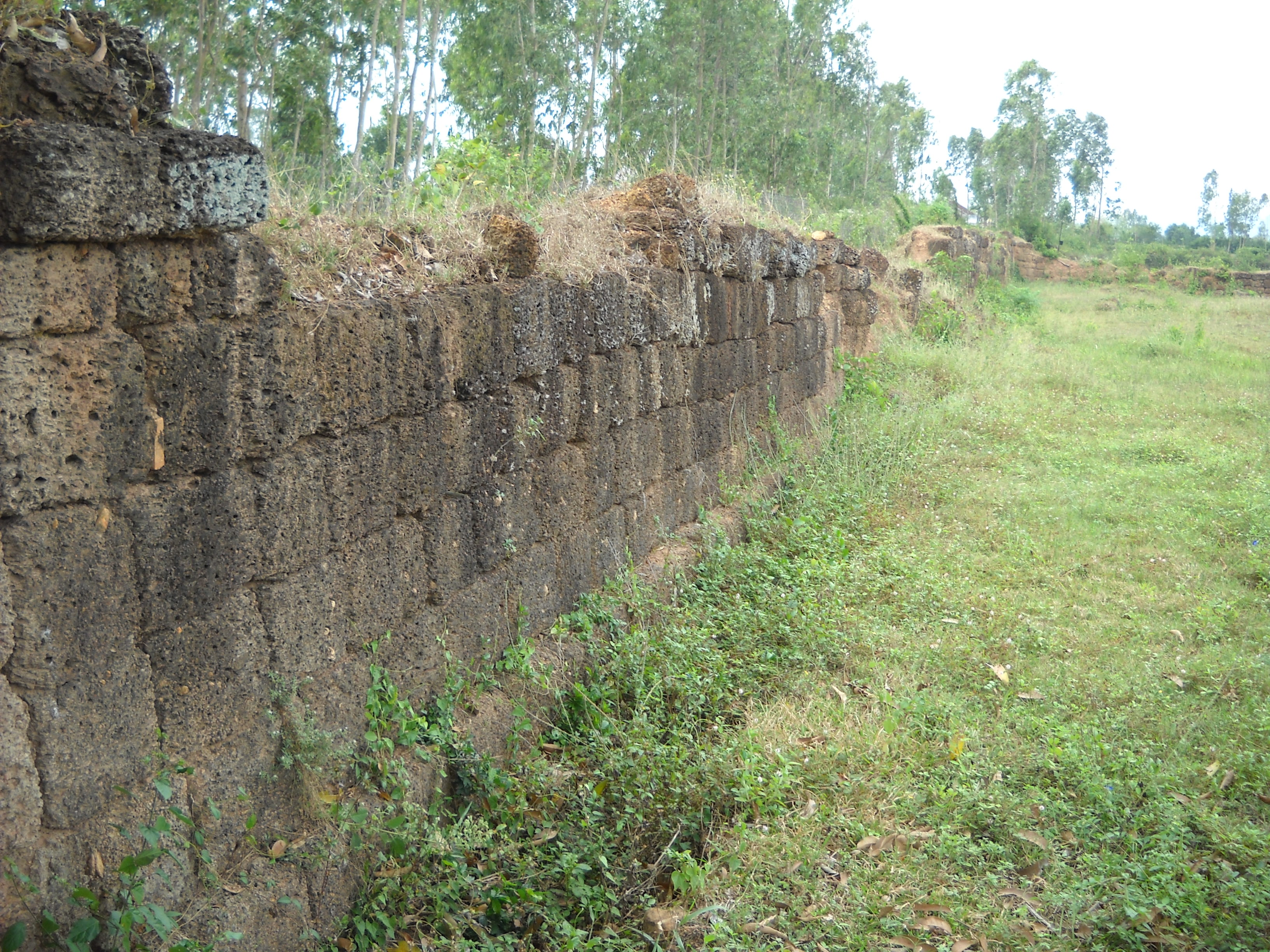
Überreste der Mauern der kaiserlichen Zitadelle von Chà Bàn nahe Quy Nhơn

In diesen Jahren stießen die Nguyễn-Kräfte jedes Frühjahr, wenn der Südwind vorherrschte, mit der Flotte nach Norden vor und griffen dort den Sommer über Tây-Sơn-Stützpunkte an, bevor sie mit den im Herbst einsetzenden Nordwinden in den Schutz ihrer Festungen zurückkehrten und dort überwinterten. Im Sommer 1799 gelang ihnen eher überraschend die Einnahme von Chà Bàn. Die zur Verteidigung entsandte Tây-Sơn-Armee war zuvor ohne Feindberührung geflohen, nachdem falsch verstande Rufe der Vorhut eine Massenpanik ausgelöst hatten. Die beiden führenden Tây-Sơn-Generäle Võ Văn Dũng und Trần Quang Diệu erkannten den Ernst der Lage. Trotz ihrer einstigen Feindschaft marschierten sie gemeinsam mit dem Großteil aller verfügbaren Truppen gegen Chà Bàn und setzten den schwer befestigten Ort Anfang 1800 unter Belagerung. Die Nguyễn versuchten während des folgenden Sommers ihre Truppen in Chà Bàn zu entsetzen, konnten den Belagerungsring aber nicht durchbrechen. Nguyễn Phúc Ánh traf nun die Entscheidung, sich im Herbst nicht wie üblich in den Süden zurückzuziehen, sondern die Truppen vor Ort stationiert zu lassen, was eine große Herausforderung darstellte, da der aus der falschen Richtung kommende Wind die Versorgungslage äußerst erschwerte. Es gelang in der Tat, die Nachschublinien trotz des Windes über den Winter offen zu halten. Eine neu angelaufene Mobilisierungswelle sowie das Eintreffen kambodschanischer Unterstützung sorgten dann dafür, dass Anfang 1801 eine große Zahl zusätzlicher Soldaten zur Verfügung stand. Der Nguyễn-Prinz änderte jetzt allerdings seine Pläne und entschloss sich im Frühsommer zu einem riskanten Vorstoß: Anstatt mit den frischen Truppen einen Entsatzversuch zu unternehmen, verschiffte er seine Männer noch weiter in den Norden und führte so einen Überraschungsangriff gegen die feindliche Hauptstadt Phú Xuân. Da der Großteil der Tây-Sơn-Truppen durch die Belagerung gebunden war und viele weitere in den Grenzregionen gegen einfallende Laoten kämpften, konnte die Hauptstadt im Juni quasi im Handstreich genommen werden. Die umliegenden Provinzen – und damit nahezu ganz Zentralvietnam – liefen kampflos zu den Nguyễn über. Kaiser Nguyễn Quang Toản floh in den Norden. Wenig später fiel Chà Bàn nach eineinhalb Jahren Belagerung an die Tây Sơn, doch der Sieg bedeutete wenig: Da die Nguyễn-Flotte inzwischen auch den nahen Hafen von Quy Nhơn erobert hatte, saß ein Großteil der Tây-Sơn-Armee fernab des entscheidenden Geschehens und ohne Nachschub fest und drohte eingekesselt zu werden.
Angesichts des drohenden Untergangs wurde Kaiser Nguyễn Quang Toản nun selbst aktiv. Während des Herbstes organisierte er im Norden seine versprengten Truppen. Nach dem Ende der Regenzeit, um den Jahreswechsel 1801/02, kehrten er, sein Bruder und die Generalin Bùi Thị Xuân mit einer Armee zurück, unterstützt von einer gewaltigen Flotte aus über hundert Piratenschiffen. Beim Versuch, die alten Grenzbefestigungen zu überwinden, die einst die Nguyễn-Fürsten gegen die Trịnh errichtet hatten, erlitten ihre Verbände hohe Verluste. Auf dem Wasser hatten die südchinesischen Piraten trotz zahlenmäßiger Überlegenheit keine Chance gegen die professionell gedrillte Nguyễn-Marine und ergriffen die Flucht. Die Nguyễn-Schiffe stießen nun in den ehemaligen Grenzfluss Gianh vor und kaperten die Tây-Sơn-Transport- und -Versorgungsflotte, als diese gerade dabei war, die Truppen ans andere Ufer überzusetzen. Als dann auch noch siamesisch-laotische Kampfverbände im Hinterland auftauchten, ergriff der junge Kaiser die Flucht zurück nach Đông Kinh (Hanoi).

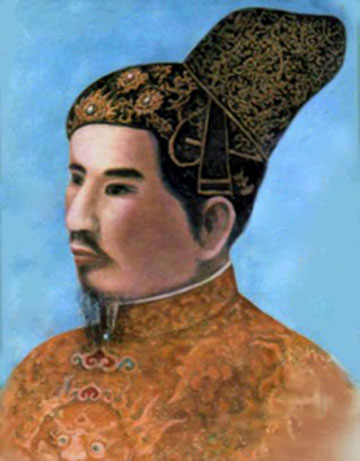
Nguyễn Phúc Ánh nahm nach der Vernichtung der Tây Sơn den Kaisertitel Gia Long an und begründete 1802 die Nguyễn-Dynastie

Die Nguyễn-Allianz hatte damit gesiegt. Die großen Tây-Sơn-Armeen im Süden brachen auseinander und wurden schließlich im späten Frühjahr aufgerieben, als sie versuchten auf dem Landweg nach Norden durchzubrechen. Nguyễn Phúc Ánh erklärte sich am 31. Mai 1802 in Phú Xuân (bald darauf in Huế umbenannt) zum Kaiser und nahm den Äranamen Gia Long an, womit die Nguyễn-Kaiserdynastie begann. Wenig später rückte er nach Nordvietnam vor. Nach nur dreißig Tagen und ohne nennenswerten Widerstand nahm er im Juli die nördliche Hauptstadt ein. Der neue chinesische Kaiser, Jiaqing, unterstützte den Vormarsch, nachdem ihn Nguyễn-Gesandte über die Tây-Sơn-Piraterie informiert hatten. Der Tây-Sơn-Kaiser und seine Getreuen wurden schnell gefasst. Nguyễn Phúc Ánh – nun Kaiser Gia Long – nahm grausame Rache für die Ermordung seiner Familie fünfundzwanzig Jahre zuvor: Alle Familienmitglieder der Tây-Sơn-Dynastie sowie deren Generäle wurden hingerichtet. Kaiser Nguyễn Quang Toản wurde von Elefanten zerrissen, nachdem er zuvor hatte mitansehen müssen, wie die Gräber seiner Eltern geschändet und zerstört worden waren.

## Kennzeichen der Tây-Sơn-Herrschaft

### Egalitäre Anfänge: Die „Umverteilung des Wohlstands“
In den ersten Jahren der Rebellion scheinen die Tây-Sơn-Anführer keine konkrete längerfristige Strategie verfolgt zu haben. Vielmehr deuten ihre wechselhaften Handlungen darauf hin, dass sie äußerst opportunistisch auf die sich rasant ändernde politische Situation reagierten und ihre Vorgehensweise kurzfristig den aktuellen Gegebenheiten anpassten. Dieser pragmatische und flexible Ansatz trug wesentlich zum Erfolg der Erhebung bei.
Die Hauptbemühung der Tây Sơn in dieser frühen Phase war das Erlangen der Unterstützung der Bevölkerung, um ihrer Rebellion eine Massenbasis zu verschaffen. Neben dem charismatischen Auftreten der Anführer – Nguyễn Nhạc und Nguyễn Huệ galten als mitreißende Redner – waren es vor allem ihre demonstrativ umgesetzten egalitären Prinzipien, die große Teile des einfachen Volkes auf ihre Seite brachten:
So öffneten die Tây-Sơn-Rebellen jedes Mal wenn sie eine Stadt erobert hatten die staatlichen Kornspeicher und erzwangen von der Oberschicht weitestgehend gewaltlos die Herausgabe von deren Schätzen. Sowohl die Nahrungsmittel als auch die Wertgegenstände wurden anschließend unter dem einfachen Volk verteilt, während die Rebellen für sich nur die nötigsten Reserven behielten. Häufig wurden bei diesen Umverteilungsaktionen auch noch die lokalen Steuerregister verbrannt und die Abschaffung nahezu aller Steuern verkündet. Des Weiteren ließ Nguyễn Nhạc einige der beim Volk verhassten Steuereintreiber mit großem Aufwand verfolgen und schließlich nach ihrer Gefangennahme öffentlich hinrichten. Dank solch radikaler Aktionen, die in erster Linie aufgrund ihrer dramatischen Symbolik durchgeführt wurden, konnten sich die Tây-Sơn-Brüder glaubwürdig als unerbittliche Feinde eines verkommenen Staatswesens und Kämpfer für die Sache des unterdrückten Volkes inszenieren. Die Rebellen wurden von den Menschen als „wohltätige Diebe“ angesehen, die im Stil eines Robin Hood von den Reichen raubten und die Bedürftigen beschenkten. Spätere Tây-Sơn-freundliche Autoren sprachen in diesem Zusammenhang auch euphemistisch von der „Umverteilung des Wohlstands“. Da es auch in früheren Zeiten während großer Notlagen wie Naturkatastrophen zu Verteilungen von Nahrungsmitteln und temporären Steueraussetzungen gekommen war (wenn auch nie in diesem Ausmaß), konnten sich die Rebellen darauf berufen und argumentieren, dass sie nur das machten, was eigentlich die Pflicht eines guten Herrschers wäre. Die Tây-Sơn-Brüder erlangten durch dieses Vorgehen große Popularität bei den Menschen aus den unteren Bevölkerungsschichten, die sich in großer Zahl der Rebellion anschlossen. Passend dazu stellten sich die Brüder selbst stets als von ärmster Herkunft dar – wörtlich sprachen sie davon, dass sie nur die „einfachsten Stoffe“ am Leib tragen würden –, auch wenn ihre Familie in Wirklichkeit durchaus wohlhabend war.
Die Unterstützung aus der Bevölkerung für die Tây Sơn beschränkte sich allerdings nicht auf das verarmte Kleinbauerntum. Auch die meisten Kaufleute, zum Großteil ethnische Chinesen, standen der Rebellion wohlwollend gegenüber. Die Nguyễn- und Trịnh-Herrscher hatten den Fernhandel immer stärker besteuert und damit für eine drückende wirtschaftliche Situation gesorgt. Die Tây-Sơn-Rebellen, die lautstark die Abschaffung der Steuern zelebrierten, wurden dementsprechend positiv aufgenommen. Viele Händler stellten den Rebellen beträchtliche Finanzmittel zur Verfügung, im Gegenzug ließen diese sie ungehindert (und unbesteuert) ihren Geschäften nachgehen.
Eine weitere Tây-Sơn-Maßnahme, die bei Bauern und Kaufleuten gleichermaßen populär war, war die Prägung und Verteilung neuen Münzgeldes. Die Nguyễn-Regierung hatte in den Jahrzehnten zuvor begonnen, Münzen aufgrund Kupfermangels aus dem deutlich günstigeren Zink zu prägen. Da die Zinkmünzen bei gleichem Nennwert einen deutlich geringeren Materialwert besaßen als die alten Kupfermünzen und der Staat einen fixen Wechselkurs von eins zu eins festgelegt hatte, hatte diese Maßnahme für viel Verbitterung gesorgt. Die Bevölkerung hatte begonnen die alten Münzen zu horten; vielerorts war man zum Tauschhandel mit Naturalien zurückgekehrt. Die Wirtschaft des Landes war folglich weiter eingebrochen.

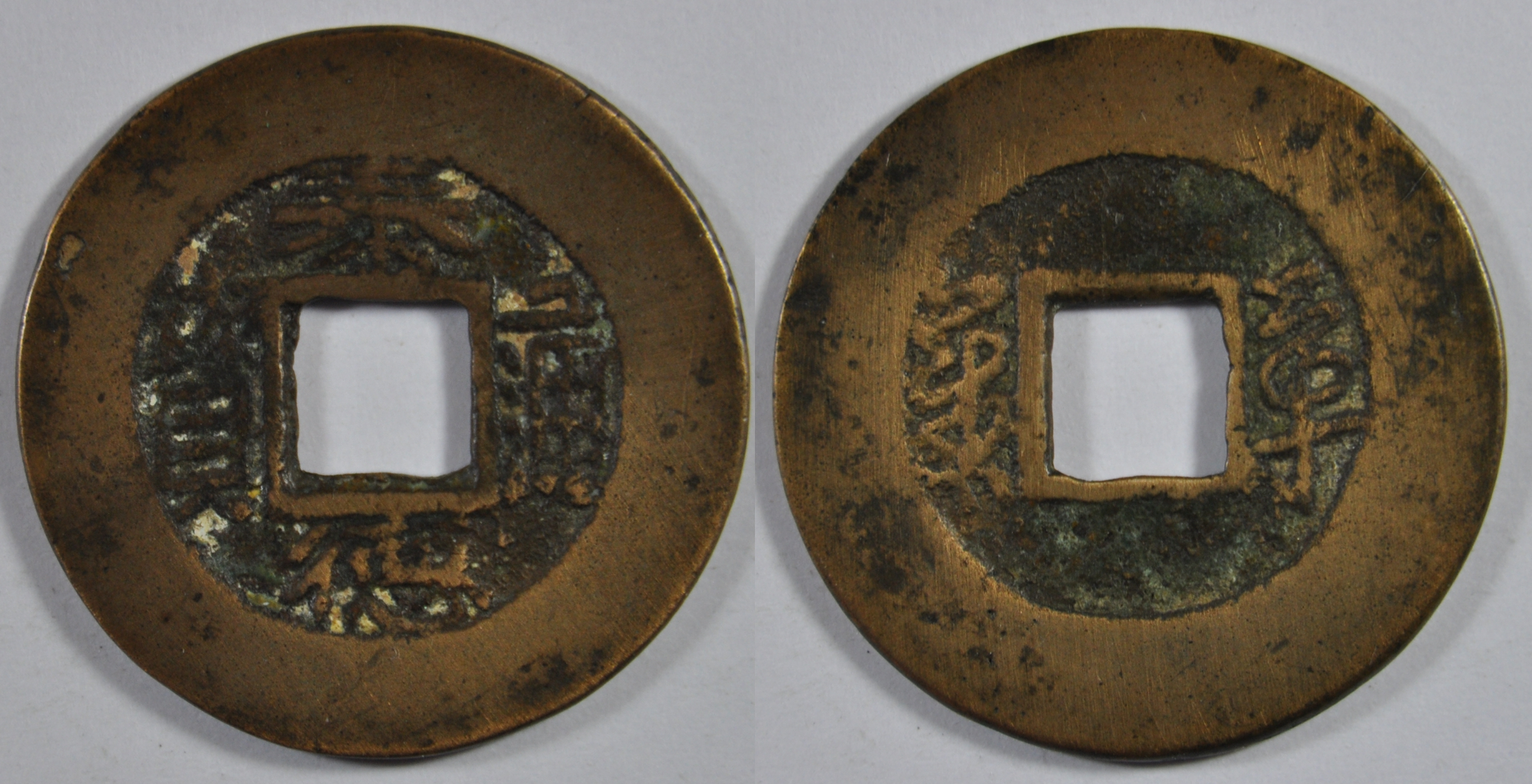
Vietnamesische Münzen während der Herrschaft des Nguyễn Nhạc (Thái Đức Thông Bảo)

Als Gegenmaßnahme begannen die Tây Sơn ab Mitte der 1770er-Jahre mit der Prägung eigener Kupfermünzen. Dies war nicht nur äußerst populär, sondern diente auch ihrer Legitimierung, schließlich war das Münzwesen ein klassisches Privileg des Herrschers. Da die Tây Sơn ebenfalls nicht über Kupfer verfügten, sammelten sie das Material hauptsächlich durch Plünderung: Paläste, Tempel und Klöster wurden ihrer zeremoniellen Gegenstände wie Glocken, Gongs, Trommeln, Leuchter und Vasen beraubt, da diese üblicherweise aus Kupfer gefertigt waren. Die Kultgegenstände wurden eingeschmolzen und zu Münzen verarbeitet.
Diese Plünderungen richteten sich zunächst gegen die Bauwerke der Nguyễn, später auch die der Trịnh und Lê. So wurden etwa die Ahnentempel und Mausoleen der Nguyễn-Fürsten gezielt demonstrativ zerstört – ein besonders schwerwiegendes Verbrechen im ostasiatischen Kulturkreis. Zunehmend richteten sich die Plünderungen auch gegen die Schreine und Privathaushalte in den Dörfern, was zu Unmut bei der betroffenen Bevölkerung führte.
Mit dem Anwachsen der Tây Sơn-Armee im Laufe der Rebellion wurde das Plündern jedoch immer weiter ausgeweitet. Es kam nun zu umfassenden Ausplünderungen ganzer Regionen, bei denen selbst einfachste Gebrauchsgegenstände geraubt wurden, meist verbunden mit dem anschließenden Niederbrennen der Dörfer. Da die Tây-Sơn-Anführer überhaupt erst in späteren Jahren damit anfingen, Steuern einzutreiben, stellte das Plündern für ihre Soldaten den Sold und für ihre Staatsverwaltung (zusammen mit der Piraterie) die wichtigste Einnahmequelle dar. Am schlimmsten von den Plünderungen und Brandschatzungen betroffen war das nördliche Zentralvietnam; hier fielen die Rebellen in den 1770er- und 1780er-Jahren wiederholt ein. Letzten Endes schadeten sich die Tây Sơn mit den Plünderungen selbst, da nach der endgültigen Eroberung der Region durch Nguyễn Huệ die zerstörte Infrastruktur mühsam wieder aufgebaut und die vertriebene Bevölkerung zur Rückkehr in ihre Dörfer bewegt werden musste.
Abschließend kann man davon ausgehen, dass die Zahl der Menschen, die unter den Umverteilungen und damit einhergehenden Plünderungen litten, insgesamt deutlich höher ist als die Zahl derer, deren soziale Situation sich dadurch verbesserte.

### Verwaltung des Tây-Sơn-Staates: Restriktive Bevölkerungskontrolle
Erst sehr spät begannen die Tây-Sơn-Brüder mit dem Aufbau staatlicher Verwaltungsstrukturen. Nguyễn Nhạc hatte zwar bereits im Jahr 1775 formal eine Regierung zusammengestellt und die klassischen sechs Ministerien eingerichtet. Tatsächliche administrative Tätigkeiten wie die Durchführungen von Volkszählungen und das Eintreiben von Steuern scheinen jedoch erst ab Mitte der 1780er-Jahre durchgeführt worden zu sein. Eine Reform der regionalen Verwaltung auf Provinz- und Landkreisebene wurde lediglich im Norden unter Nguyễn Huệ durchgeführt, hierbei wurde auch der Vorrang der Militärbeamten vor den Zivilbeamten festgelegt. Ein Justizsystem wurde während der Tây-Sơn-Dynastie nie aufgebaut – zwar wurde im Auftrag von Nguyễn Huệ ein Gesetzbuch zusammengestellt, doch nie offiziell eingeführt.

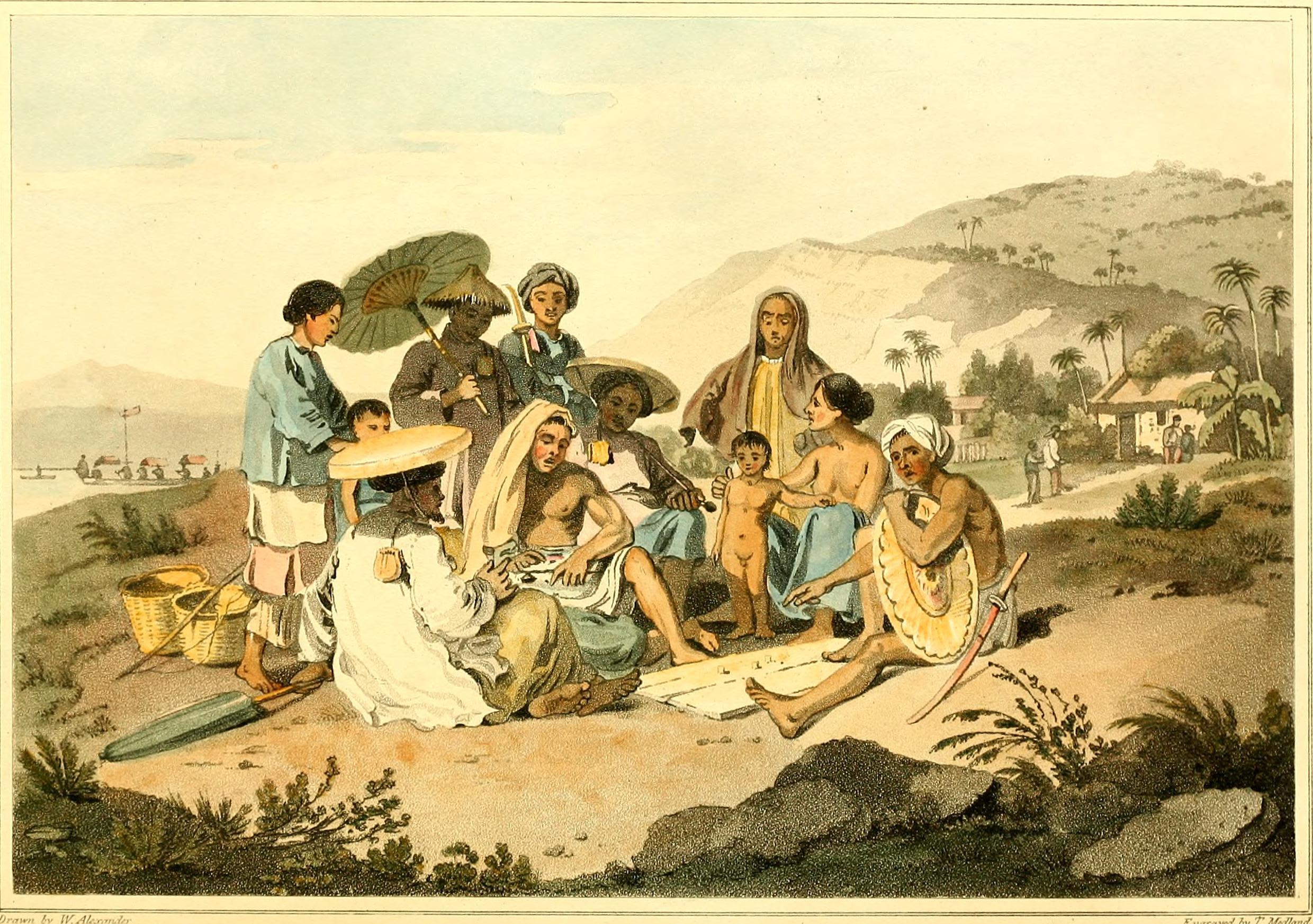
Eine Gruppe Vietnamesen auf dem Land (A Group of Cochinchinese). Darstellung von William Alexander von 1793, Illustration aus Barrow: A Voyage to Cochin China, Cadell & Davies, London 1806, S. 362

Die wichtigste Aufgabe der Tây-Sơn-Verwaltung war die Rückführung der vertriebenen Landbevölkerung in ihre Dörfer. Die Kriegshandlungen und Hungersnöte hatten eine große Zahl von Vietnamesen zu umherziehenden Vagabunden gemacht. Zeitgenössischen Berichten zufolge hatten in den 1780er-Jahren bis zu zwei Drittel der Gesamtbevölkerung ihre Dörfer aufgrund von Plünderungen, Dürren, Überflutungen, Landraub oder drückender Steuerlast verlassen. Etwa zehn bis zwanzig Prozent der Dörfer waren vollständig aufgegeben worden. Viele der Flüchtlinge lebten als Banditen, die über andere Dörfer herfielen und damit die Situation weiter verschlimmerten. Große Flächen wertvollen Ackerlandes blieben unbestellt. Die umherziehende, landlose Bevölkerung produzierte nichts und war administrativ nicht erfassbar, ließ sich also nicht für Besteuerung, Frondienst oder Militär heranziehen.
Die umfassendsten Maßnahmen zur Wiederansiedlung der Vertriebenen wurden im Jahr 1789 durch Nguyễn Huệ erlassen. Um die Bevölkerung zur Rückkehr zu bewegen und die am Boden liegende Landwirtschaft wiederzubeleben, ordnete er die Wiederaufstellung der alten Bodenregister an. In den vorhergegangenen Krisenjahren hatten sich korrupte Würdenträger und lokale Machthaber in vielen Fällen illegal das Gemeindeland oder den privaten Landbesitz der Kleinbauern angeeignet. Durch die Reform der Bodenregister sollte dieser Landraub rückgängig gemacht werden. In die Register aufgenommen werden konnte nur, wer länger als drei Jahre vor Ort gelebt hatte. Das eingetragene brachliegende Ackerland musste bis zu einem gewissen Zeitpunkt bestellt werden, sonst drohten hohe Strafen. Diese Auflagen dienten dazu, die versprengte Bevölkerung in ihre alten Heimatdörfer zurückzuführen und zu einer schnellen Wiederaufnahme ihrer landwirtschaftlichen Tätigkeit zu zwingen. Eine echte Landreform wurde hingegen nie durchgeführt.
Als weiterer Anreiz wurden zwischenzeitlich auch die Steuern auf die Felder gesenkt. Besteuert wurden, in je drei Kategorien, sowohl die Gemeindefelder als auch das private Land, letzteres zu einem geringeren Satz. Die Bauern zahlten diese Steuern üblicherweise in Form von Reis. Neben den turnusgemäßen Abgaben wurde die Bevölkerung auch wiederholt durch hohe Sondersteuern belastet, die etwa anlässlich von Trauerfeierlichkeiten für Angehörige der Herrscherdynastie eingetrieben wurden. Des Weiteren war die Korruption der lokalen Beamten ein flächendeckend verbreitetes Problem. Teilweise hatten sich Angehörige der alten Eliten mit der Tây-Sơn-Herrschaft arrangiert und ihre lukrativen Beamtenpositionen behalten; teilweise waren loyale, aber in administrativen Dingen völlig ahnungslose Tây-Sơn-Gefolgsleute mit Verwaltungsposten belohnt wurden. In jedem Fall litt die Bevölkerung unter der ausgeprägten Selbstbereicherung der ihnen zugeteilten Staatsvertreter. Aufgrund der Schwäche (beziehungsweise in weiten Teilen Nichtexistenz) des Justizsystems konnte die Korruption nicht wirksam bekämpft werden.
Verbunden mit den Maßnahmen zur Rückkehr der vertriebenen Landbevölkerung war die Durchführung eines systematischen Zensus. Die auf diese Weise gesammelten Informationen sollten dazu dienen, die Anzahl der Wehr- und Frondienstpflichtigen sowie die zukünftigen Steuerlasten für jedes Dorf festzulegen. Solche Volkszählungen fanden in Vietnam regelmäßig statt, üblicherweise im Abstand von einigen Jahrzehnten. So konnte Nguyễn Nhạc im Süden auf die Zensusdaten von 1769 zurückgreifen, bevor er 1784 erstmals eine eigene Zählung durchführen ließ. Im Norden hingegen war aufgrund der Misswirtschaft der Trịnh seit über einem Jahrhundert kein Zensus mehr durchgeführt worden, weshalb Nguyễn Huệ der Volkszählung 1789 große Bedeutung zumaß und 1792 einen noch umfassenderen Zensus anordnete. Bei der Bevölkerung war der Zensus verhasst, da daraus in der Regel höhere Steuern und höhere Frondienstpflichten resultierten, weshalb allerorts versucht wurde, sich der Erfassung zu entziehen. Viele Dorfgemeinschaften übermittelten schätzungsweise nur etwa zehn Prozent der tatsächlichen Einwohnerzahl. Die Tây Sơn strebten daher eine umfassendere Überwachung und Kontrolle der Dörfer an.
Die gezählte Bevölkerung wurde klassischerweise je nach Alter, Geschlecht, Militärtauglichkeit und Besitz in verschiedene Kategorien eingeteilt. Unter Nguyễn Huệ wurde diese Kategorisierung vereinfacht und lediglich auf das Alter als Klassifizierungsmerkmal beschränkt. Zusätzlich wurden nun auch Kinder ab neun Jahren erfasst und nicht wie bisher nur Volljährige. Daraus resultierte, dass jeder Vietnamese zwischen neun und fünfundfünfzig Jahren potentiell für Frondienst und Militär herangezogen werden konnte.
Unmittelbar nach der Volkszählung 1789 ließ Nguyễn Huệ die Einführung von Identitätskarten (Personalausweisen) anordnen – eine in Vietnam bisher nicht dagewesene Neuerung. Die Ausweise trugen ein offizielles Siegel und den Wahlspruch „Großes Vertrauen in das Reich“, weshalb sie als  Vertrauenskarten bekannt wurden. Auf ihnen festgehalten wurden der Name der jeweiligen Person, ihre Vorfahren, ihr Heimatdorf sowie ein Abdruck des linken Daumens. Das Mitführen des Ausweises war verpflichtend. Wurde ein Vietnamese außerhalb seines Dorfes von Vertretern des Staates ohne die Identitätskarte angetroffen, so wurde er festgenommen und direkt in die Armee gepresst oder zu Zwangsarbeit abkommandiert. Die Karten dienten damit nicht nur der Überwachung der Dörfer, sondern sollten in erster Linie durch die Androhung drastischer Strafen die bäuerliche Bevölkerung von Wanderbewegungen abhalten und fest an ihr Land binden. Zusätzlich konnten auf diese Weise Männer schnell und unkompliziert zwangsrekrutiert werden, um dem dauerhaft hohen Bedarf an neuen Soldaten nachzukommen.
Während die Wehrpflicht auch unter den Tây Sơn auf Männer beschränkt blieb, so wurde der Frondienst (beziehungsweise die Zwangsarbeit) auf nahezu die gesamte Bevölkerung ausgeweitet. Anders als unter den vorherigen Dynastien wurden nun auch Frauen, Kinder, Alte und buddhistische Mönche zum Ausführen staatlicher Arbeiten gezwungen, lediglich Kleinkinder und stillende Mütter waren ausgenommen. Die Pflicht des Frondienstes war in der bäuerlichen vietnamesischen Gesellschaft traditionell üblich, wurde aber von den Tây-Sơn-Herrschern sehr viel häufiger und umfangreicher eingefordert als in früheren Zeiten. Dies lag insbesondere daran, dass die Tây-Sơn-Rebellen auf ihren Kriegszügen im großen Stil staatliche Einrichtungen niederbrannten und die zerstörte Infrastruktur anschließend wieder mühsam aufgebaut werden musste. Während die Errichtung oder Reparatur von Dämmen, Straßen und Kanälen von der ausführenden Bevölkerung durchaus als notwendig akzeptiert wurde, so hatten die Menschen kein Verständnis für die Arbeit an Befestigungsanlagen, Verwaltungsgebäuden oder Palästen und führten diese Arbeiten nur äußerst widerwillig unter Zwang aus. Den größten Bedarf für Fronarbeit – häufig körperliche Schwerstarbeit wie der Transport von Steinen – verursachten die Hauptstadtprojekte der beiden Brüder: Nguyễn Nhạc ließ die in Ruinen liegende Cham-Stadt Chà Bàn (Vijaya) neu aufbauen, während Nguyễn Huệ seine Phönix-Hauptstadt als reine Planstadt von Null auf errichten ließ. Da die Bauern während der Fronarbeit ihre Felder nicht bestellen konnten, führten diese Prestige-Bauprojekte zur Vernachlässigung der Landwirtschaft und damit zur Verknappung von Nahrungsmitteln.
Somit hatte sich die Tây-Sơn-Dynastie, die für die bäuerliche Bevölkerung so verheißungsvoll begonnen hatte, in kurzer Zeit zu einem Herrschaftssystem entwickelt, dass sich von den vorhergehenden Dynastien durch nahezu nichts unterschied. Keine der wenigen Reformen, die die Tây-Sơn-Brüder in die Wege leiteten, änderte das Los der Bauern nennenswert zum Besseren; viele Maßnahmen machten jedoch ihr Leben schwerer. Faktisch die gesamte Politik der Tây Sơn zielte stattdessen direkt oder indirekt auf die Festigung der Vorrangstellung des Militärs ab. Es wird deutlich, dass die Tây-Sơn-Brüder den Kampf für eine gerechtere Gesellschaft in erster Linie als Mittel zum Zweck betrachteten. Nachdem sie die Macht erlangt hatten, stützten sie ihre Herrschaft in weiten Teilen auf die gleichen Eliten wie die Vorgängerdynastien.
Aufgrund der umfassenden Militarisierung und Überwachung der Dorfgemeinschaften kam es trotz der widrigen Lebensbedingungen zu keinen nennenswerten Aufständen gegen das Tây-Sơn-Regime. Lokale Erhebungen wurden vom Tây-Sơn-Militär schnell niedergeschlagen, bevor sie sich zu einem ernsthaften Problem für die Herrschenden entwickeln konnten. Die Menschen richteten ihre Hoffnungen stattdessen auf Omen und Prophezeiungen; Mystiker und Weissager fanden sich bald in den meisten Orten.
In den Städten, deren Einwohner nur einen geringen Bruchteil der Gesamtbevölkerung ausmachten, war die Situation in der Regel besser. Die hier dominante Händlerschicht hatte vom Aufstieg der Tây Sơn deutlich profitiert, hatten diese doch die Steuern radikal gesenkt, eine stabilere Währung eingeführt, den Handel mit China gefördert und auch die Nguyễn-treue Konkurrenz brutal beseitigt. Der permanente Kriegszustand und die überlegene Diplomatie Nguyễn Phúc Ánhs sorgten jedoch für eine andauernde Handelskrise, sodass sich viele Kaufleute nach und nach wieder enttäuscht von der Dynastie abwandten.
Die Gesellschaftspolitik der Tây-Sơn-Dynastie war verhältnismäßig progressiv. Minderheiten wie die Cham, die Bergvölker des Zentralen Hochlandes (insbesondere die Bahnar) sowie Qing-Chinesen wurden nicht wie bisher als Störfaktor wahrgenommen, sondern in den Tây-Sơn-Staat integriert. Gerade Nguyễn Nhạc – der mit einer Bahnar-Frau verheiratet war – inszenierte sich nicht nur als Herrscher der Vietnamesen, sondern auch als König der Cham. Dieses positive Bild einer multikulturellen Gesellschaft wird jedoch stark getrübt durch die Massaker, die die Tây-Sơn-Truppen an den chinesischen Siedlern des Südens (Nachkommen von geflohenen Ming-Anhängern) anrichteten.
Die vietnamesischen Frauen erlangten nach Jahrhunderten der konfuzianisch begründeten Beschränkung auf Heim und Herd ein großes Maß an Selbstständigkeit und Gleichberechtigung. Sie mussten nun aber auch Fronarbeit leisten. Der Engländer Charles Chapman, der 1778 im Auftrag der East India Company das Tây-Sơn-Herrschaftsgebiet besuchte, berichtete, dass die vietnamesischen Frauen das deutlich aktivere Geschlecht waren und häufig auch in wirtschaftlichen und finanziellen Dingen das Sagen hatten. Nach vielen Jahrhunderten, in denen lediglich einige wenige Ehefrauen oder Konkubinen von Herrschern historische Bedeutung erlangt hatten, traten nun zahlreiche Vietnamesinnen aktiv ins Licht der Geschichte. Zu nennen sind hier insbesondere die Dichterin Hồ Xuân Hương sowie die weiblichen Generäle (die sogenannten fünf Phönix-Generalinnen), darunter Bùi Thị Xuân.

### Kultur: Reform des Schriftsystems

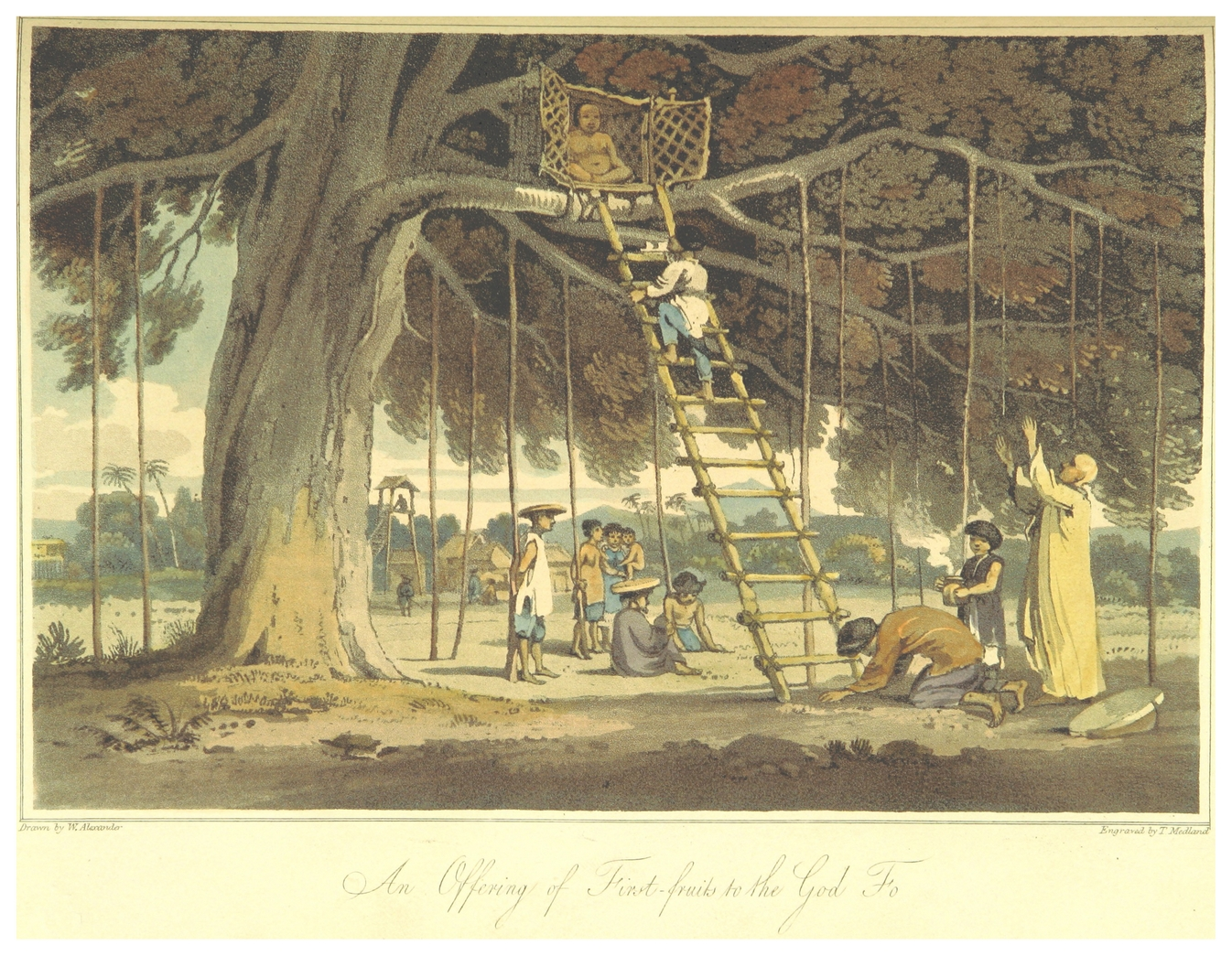
Darstellung einer Zeremonie des Volksglaubens (An Offering of First-fruits to the God Fo). William Alexander, 1793, Illustration aus Barrow: A Voyage to Cochin China, Cadell & Davies, London 1806, S. 385

Religion spielte für die Tây-Sơn-Dynastie keine wesentliche Rolle; sie war sogar latent religionsfeindlich eingestellt. Anders als bei vielen vergleichbaren Aufstandsbewegungen im süd- und ostasiatischen Raum wurden die Tây-Sơn-Herrscher nie als messianische Erlöserfiguren propagiert, auch wenn sie sich in ihren Anfangstagen durchaus Konzepte des lokalen Volksglaubens zunutze machten.
So entstanden bereits früh zahlreiche volkstümliche Sagen, in denen den Tây-Sơn-Brüdern übernatürliche Kräfte zugeschrieben wurden. Auch sollen die Brüder in den Besitz magischer Waffen gelangt sein; was spätestens seit Lê Lợi und der Erzählung über dessen himmlisches Schwert ein typisches Kennzeichen vietnamesischer Helden war.
Der Glaube an Prophezeiungen war weit verbreitet; im ganzen Land kursierten kryptische Weissagungen angesehener Mystiker. Insbesondere zwei solcher Prophezeiungen wurden von den Tây-Sơn-Brüdern aufgegriffen: Die eine sagte aus, dass die Nguyễn-Dynastie nach acht Generationen untergehen würde – passenderweise war der achte Nguyễn-Fürst wenige Jahre vor Beginn der Rebellion gestorben, woraufhin der Minister Trương Phúc Loan die Macht an sich gerissen hatte. Die zweite Prophezeiung lautete „Im Westen gibt es einen rechtschaffenen Aufstand, im Norden werden große Taten vollbracht.“ Da das Heimatdorf Tây Sơn wörtlich „westlicher Berg“ bedeutet, sahen die Brüder somit ihren Aufstand als göttlich legitimiert an.
Auch beriefen sich die Tây-Sơn-Brüder auf das klassische Philosophiekonzept des Mandats des Himmels, um ihren Aufstand und ihre Herrschaft zu begründen. Da ihre Rebellion Erfolg hatte, die Nguyễn, Trịnh und Lê aber untergingen, war ihr Kaisertum offensichtlich der „Wille des Himmels“. Die Tây-Sơn-Brüder waren nach dieser religiös-philosophischen Sichtweise folglich auch keine unrechtmäßigen Usurpatoren, sondern Kämpfer für die Wiederherstellung einer himmlisch gewollten Ordnung.
Dem buddhistischen Mönchtum standen die Tây Sơn weitestgehend ablehnend gegenüber und versuchten die Macht und den Reichtum der Klöster zu beschneiden und die Zahl der „unproduktiven“ Mönche zu verringern. So wurden die Mönche in ihren Kenntnissen des buddhistischen Kanons geprüft; wer die Prüfung nicht bestand, musste ins Laienleben zurückkehren. Auch wurden kleinere Klöster aufgelöst und deren Mönche in größeren Klosterkomplexen zusammengefasst. Diese Säkularisationsmaßnahmen hatten aber nie eine hohe Priorität und wurden nur beiläufig verfolgt.

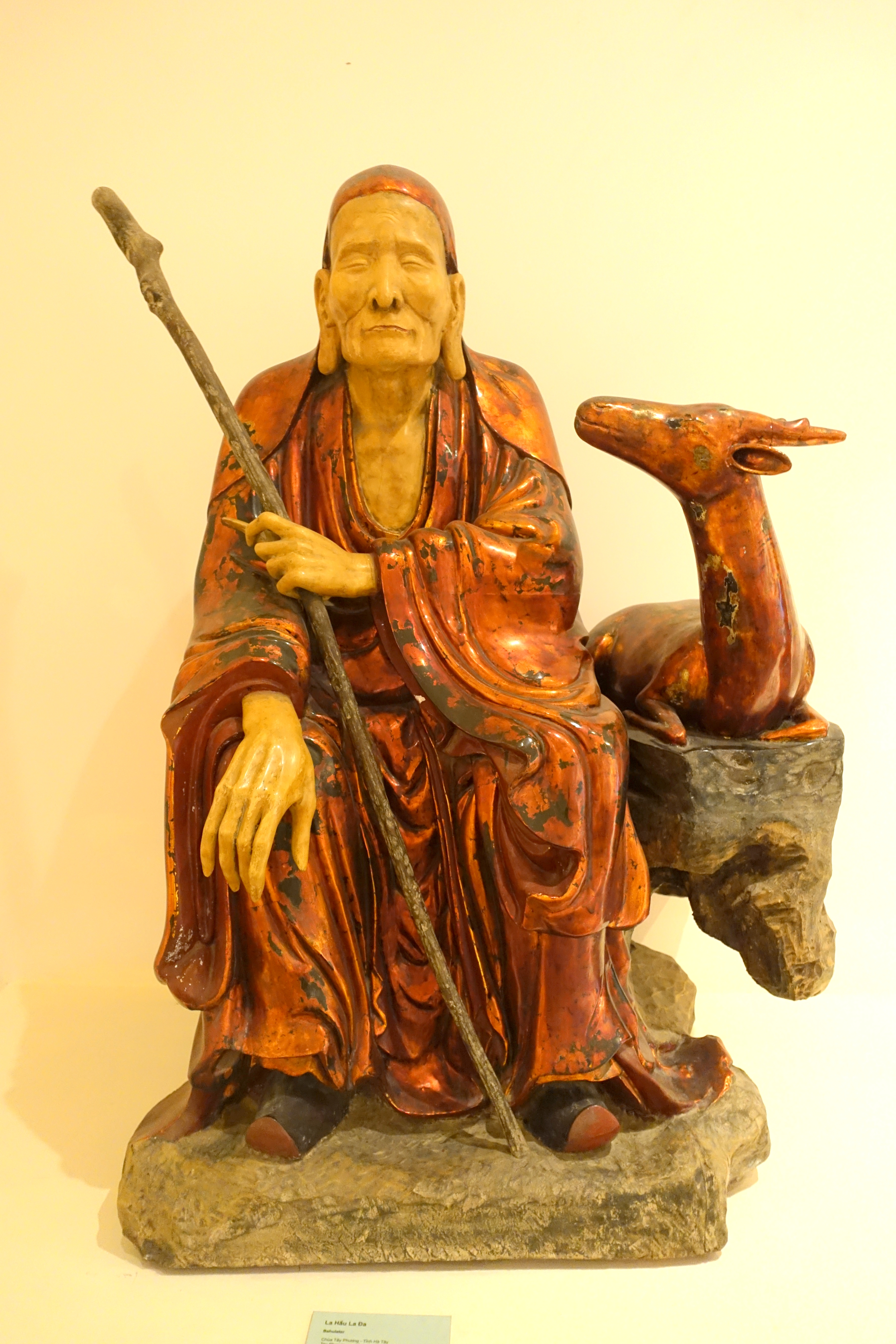
Statue des Zen-buddhistischen Patriarchen Rahulata. Lackbeschichtete Holzstatue aus der Tây-Phương-Pagode von 1794, heute im Nationalmuseum der Schönen Künste.

In Verbindung mit der Zusammenlegung der Klöster wurde 1794 unter Kaiser Nguyễn Quang Toản auch die Tây-Phương-Pagode westlich von Hanoi grundlegend renoviert und erweitert. Die dafür geschaffenen lacküberzogenen Holzstatuen gelten aufgrund der lebendigen Darstellungen als ein Höhepunkt vietnamesischer Holzschnitzerei und Lackkunst und Meisterwerke ihrer Zeit. Trotz der pragmatisch-militärischen und antibuddhistischen Programmatik der Tây Sơn entstanden also durchaus große Kunstwerke während ihrer Herrschaft.

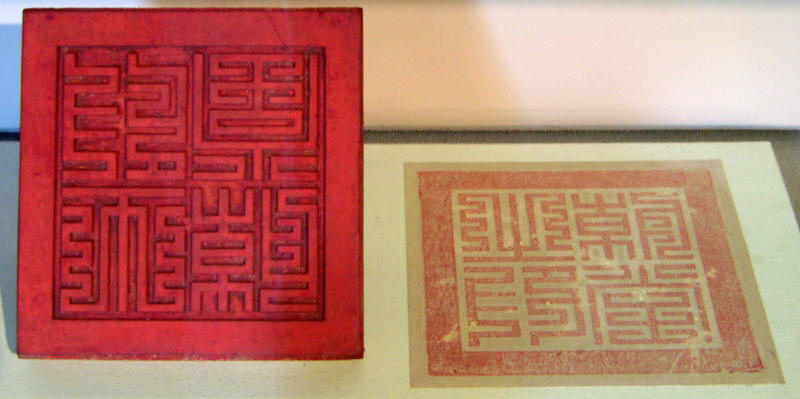
Siegel der Tây-Sơn-Dynastie

Die Einstellung der Tây-Sơn-Dynastie gegenüber dem Konfuzianismus, der traditionellen Staatsdoktrin, kann als widersprüchlich bezeichnet werden. So wurde das konfuzianische Staats- und Hofzeremoniell weitestgehend abgeschafft. Der kulturelle Einfluss Chinas sollte zurückgedrängt werden, weshalb man das indische Erbe Champas propagierte. Häufig wird daher die Tây-Sơn-Zeit als der Tiefpunkt des Konfuzianismus in der vorkolonialen Geschichte Vietnams bezeichnet. Andererseits beriefen sich die Tây-Sơn-Monarchen sehr häufig auf die konfuzianischen Kernkonzepte der Tugend und der Rechtschaffenheit, so wurden etwa ihre Armeen offiziell als „rechtschaffene Truppen“ bezeichnet. Auch waren sie aktive Förderer und Erneuerer des Bildungswesens sowie der Beamtenprüfungen und verließen sich auf einen konfuzianisch geprägten Beamtenapparat.
Besonders Nguyễn Huệ kann als überzeugter Anhänger konfuzianischer Herrschaftsideen angesehen werden. Nach seiner Eroberung des Nordens, dem Zentrum der vietnamesischen Gelehrsamkeit – im Süden gab es keine dem Literaturtempel vergleichbare Einrichtung – rief er die Gelehrten zur Unterstützung der neuen Dynastie auf. Er ließ die bisherigen Hofbeamten um sich versammeln und forderte sie auf, ihm Treue zu schwören. Einer der Gelehrten weigerte sich die Lê-Dynastie zu verraten und beging durch die Einnahme von Gift Suizid, ein weiterer täuschte eine schwere Krankheit vor um nicht erscheinen zu müssen. Alle anderen versicherten aber der Tây-Sơn-Dynastie ihre Loyalität. In den kommenden Jahren seiner kurzen Herrschaft überließ Nguyễn Huệ den Gelehrten dann den Großteil der Regierungsgeschäfte und Verwaltungsaufgaben des Landes. Nach seinem Tod wandten sich die meisten von ihnen aber wieder von den Tây Sơn ab; sein Sohn konnte kaum noch auf konfuzianische Unterstützung zählen. Die wichtigsten Gelehrten in Tây-Sơn-Diensten waren Trần Văn Kỷ, Nguyễn Thiếp und insbesondere Ngô Thì Nhậm, später auch Phan Huy Ích.
Die Tây-Sơn-Maßnahmen zur Stärkung und Erneuerung des Bildungssystems gingen mit der Verbreitung konfuzianischer Schriften einher. Diese waren üblicherweise in Hán – also klassischem Chinesisch – verfasst und wurden daher von einem Großteil der Bevölkerung nicht verstanden. Hán war auch die Verwaltungs-, Hof- und Gelehrtensprache; sämtliche offiziellen Dokumente waren also in klassischem Chinesisch abgefasst, dessen Rolle somit in etwa vergleichbar ist mit Latein im mittelalterlichen und frühneuzeitlichen Europa. Nguyễn Huệ, der selbst wohl bestenfalls mittelmäßige Chinesisch-Kenntnisse besaß, setzte daher die Änderung der Amtssprache durch. Hán wurde abgeschafft zugunsten der vietnamesischen Sprache (Vernakularsprache), welche in Chữ Nôm geschrieben wurde. Nôm verbindet chinesische Schriftzeichen mit dem vietnamesischen Vokabular. Dieses Schriftsystem entstand bereits um das 10. Jahrhundert herum und wurde ab dem 13. Jahrhundert parallel zu Hán verwendet, da es die einzige Möglichkeit darstellte die vietnamesische Sprache in Schriftform zu fassen. Während künstlerische Werke wie Poesie und Volksliteratur meist in Nôm geschrieben wurden, so blieb doch Hán jahrhundertelang die Amtssprache, da die meisten Hofbeamten Nôm als eine Perversion der chinesischen Zeichen betrachteten. Erst Nguyễn Huệs antichinesische Einstellung und sein Hang zu symbolträchtigen Aktionen sorgten schließlich für die Umstellung: Die konfuzianischen Klassiker wurden übersetzt. Alle staatlichen Dokumente, Gesetze und Verordnungen, militärische Proklamationen sowie die zeremoniellen Kultgebete sollten von nun an in Nôm verfasst werden. Auch bei den Beamtenprüfungen sollte nur noch Nôm zulässig sein.
Aufgrund des schnellen Untergangs der Tây-Sơn-Dynastie wurde diese progressive Sprach- und Schriftreform allerdings nur in Teilen umgesetzt. Die Mehrheit der Gelehrten lehnte Nôm weiterhin entschieden ab und bremste daher die Umsetzung der Maßnahmen aus. Auch war Nôm nie standardisiert worden und war aufgrund der Uneindeutigkeit der Zeichen schwer zu erlernen, eignete sich also nicht zur Alphabetisierung der Massen. Unter der Nguyễn-Dynastie wurde die Umstellung rückgängig gemacht und die Nôm-Amtstexte zerstört. Hán wurde wieder die staatliche Schriftsprache, bis die französische Kolonialmacht ein Dreivierteljahrhundert später die lateinische Schrift Quốc ngữ durchsetzte.

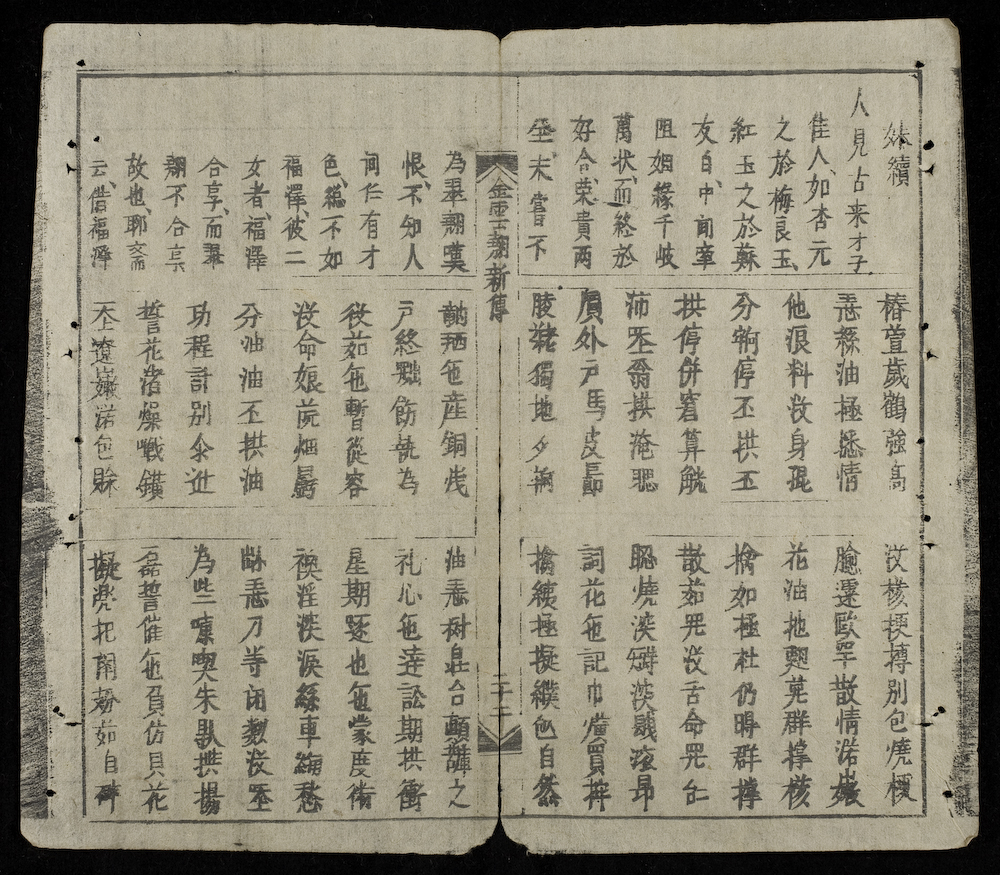
Eine Seite aus dem Nationalepos „Die Geschichte der Kiều“ (Truyện Kiều) von Nguyễn Du, geschrieben in Chữ Nôm.

Obwohl die Reform letzten Endes gescheitert war, so hatte sie doch den Status der geschriebenen vietnamesischen Sprache wesentlich aufgewertet und maßgeblich die Entwicklung der vietnamesischen Literatur geprägt. Sowohl Nguyễn Du, der Verfasser des vietnamesischen Nationalepos Truyện Kiều, als auch die Dichterin Hồ Xuân Hương erlebten den Aufstieg und Fall der Tây Sơn mit. Ihre Werke, die in Chữ Nôm geschrieben sind, sind deutlich von den gesellschaftlichen Umbrüchen der Zeit geprägt und unterscheiden sich durch ihre volksnahen und sozialkritischen Inhalte stark vom Moralismus der vorhergehenden konfuzianischen Literatur. Wenige Jahre nach dem Ende der Tây Sơn erreichte somit die vietnamesische Literatur eine bisher nicht dagewesene Blüte.

### Christentum: Zwischen Verfolgung und Toleranz
Das katholische Christentum in Vietnam durchlebte während der Tây-Sơn-Zeit wechselhafte Jahre; die Position der Kaiser schwankte zwischen brutaler Verfolgung und offizieller Tolerierung. Damit unterschied sich die Dynastie in dieser Hinsicht nicht sonderlich von den vorhergehenden und nachfolgenden Nguyễn-Herrschern, die ebenfalls äußerst uneinheitliche und wechselnde Ansichten in Bezug auf die christliche Kirche hatten.
Das Christentum hatte in Vietnam Anfang des 17. Jahrhunderts Fuß gefasst und insbesondere durch die Missionsarbeit des Alexandre de Rhodes (1627–1645 mit Unterbrechungen im Land) schnelle Verbreitung gefunden. Die herrschenden Trịnh- und Nguyễn-Fürsten standen der neuen Religion allerdings feindselig gegenüber: Da die Christen den Ahnenkult und die konfuzianische Herrscherverehrung weitestgehend als Götzendienst ablehnten, galten sie als subversive Gefahr für Staatswesen und Gesellschaft. Auch wurden die Missionare verdächtigt, als Agenten der europäischen Kolonialmächte in Umsturzpläne verwickelt zu sein. Das Christentum wurde schließlich in beiden Landesteilen verboten und seine Anhänger verfolgt. Das Verbot blieb allerdings trotz gelegentlicher Pogrome gegen die christliche Minderheit weitestgehend wirkungslos und verhinderte nicht die weitere Ausbreitung der Religion. Die etwas toleranteren Nguyễn-Fürsten beschäftigten auch jahrzehntelang Jesuiten an ihrem Hof. Zum Zeitpunkt der Tây-Sơn-Rebellion gab es grob geschätzt bis zu 400.000 Christen in Vietnam (die fast alle im viel dichter besiedelten Norden lebten), bei einer Gesamtbevölkerung von etwa 5,5 bis 10 Millionen.
In der Anfangsphase des Aufstandes spielte das Christentum keine Rolle. Die Tây-Sơn-Rebellen plünderten zwar die Schätze von Kirchen, hatten aber aufgrund ihres grundsätzlichen Desinteresses gegenüber religiösen Themen auch keine Einwände gegen christliche Missionierung in ihrem Herrschaftsgebiet. Gerüchten zufolge entstammten die Tây-Sơn-Brüder selbst einer ehemals christlichen, apostatischen Familie. Auch war eine Tante mütterlicherseits der Brüder als Christin bekannt. Es gibt allerdings keine Anzeichen dafür, dass dieser familiäre Hintergrund – falls überhaupt korrekt – sich auf die spätere Tây-Sơn-Religionspolitik ausgewirkt hätte.

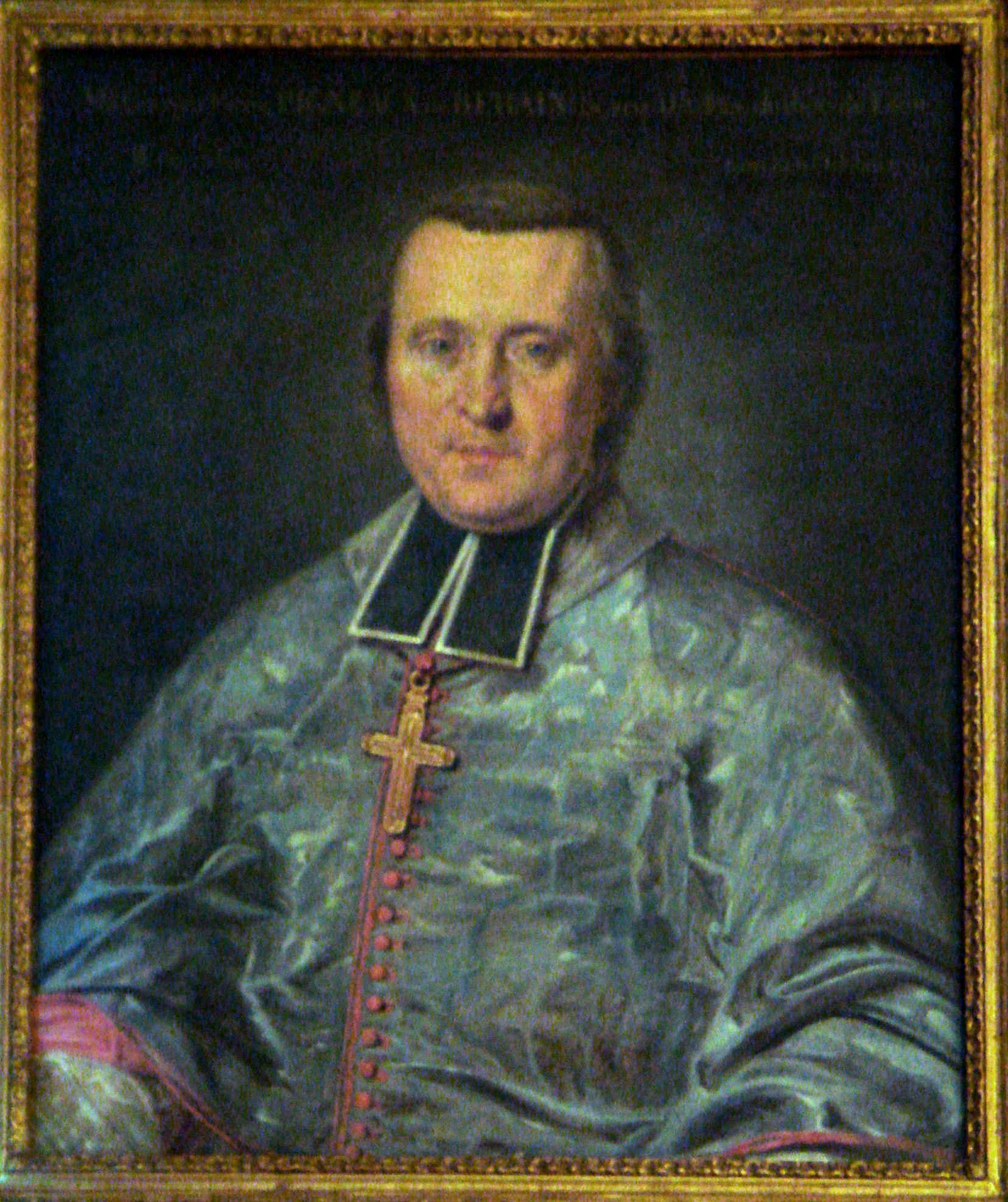
Bischof Pierre Pigneau de Behaine, einer der wichtigsten Gefolgsmänner Nguyễn Phúc Ánhs und Feindbild für die Tây Sơn
(Ölgemälde im MEP-Stammhaus, vermutlich von Maupérin, 1787)

Im Jahr 1779, nach seinem Sieg über die Nguyễn-Fürstenfamilie, erließ der erste Tây-Sơn-Führer Nguyễn Nhạc ein Edikt, in dem er allgemeine Religionsfreiheit verkündete. Vermutlich ging es ihm dabei primär darum, europäische Unterstützung für sein neues Regime zu gewinnen. Er ließ auch Erlaubnisscheine ausstellen, die Missionaren rund um seine Hauptstadt die freie Ausübung ihrer Tätigkeit zusicherten, und warb zwei spanische Dominikanerpriester als Mathematiker und Astronomen für seinen Hof an. Diese Phase der Toleranz endete jedoch bereits im nächsten Jahr, als Nguyễn Nhạc den einzigen französischen Missionar in seinem Einflussgebiet verhaften ließ – vermutlich hatte er von der Zusammenarbeit zwischen Pierre Pigneau de Behaine und Nguyễn Phúc Ánh erfahren.
Die Situation eskalierte 1782, als Nguyễn Nhạc den spanischen Priester Ferdinand Olmedilla zunächst gefangen nehmen und dann hinrichten ließ. Nguyễn Nhạc warf Olmedilla vor, ihm eine Schiffslieferung kriegswichtigen Kupfers zugesichert zu haben, das Material dann aber stattdessen an die Nguyễn übergeben zu haben. Als der Gefangene auf dem Seeweg in die Tây-Sơn-Hauptstadt überführt wurde, sank die Begleitflotte in einem Sturm, woraufhin Nguyễn Nhạc wutentbrannt den Befehl zur Hinrichtung gab. In den beiden folgenden Jahren (1783/84) ließ er dann umfassende Christenverfolgungen durchführen. Dabei kam es auch erstmals zu einem größeren Streit zwischen den Tây-Sơn-Brüdern, da Nguyễn Huệ als Fürsprecher der Christen auftrat und die Verfolgungen als politisch kontraproduktive Maßnahme ablehnte. Im Sommer 1785 wurde den Missionaren wieder die freie Ausübung ihrer geistlichen Tätigkeit zugesichert. Diese kurze Toleranzphase endete jedoch bereits im November, als Nguyễn Nhạc in einem neuen Edikt das Christentum für illegal erklärte. Wie in früheren Zeiten wurde das Verbot mit der angeblich gesellschaftszersetzenden Wirkung der Religion formal begründet. Alle christlichen Männer, die kräftig genug wären, um Waffen zu tragen, sollten für die Tây-Sơn-Armee zwangsrekrutiert werden. Diese Regelung wurde wenig später dahingehend ergänzt, dass sich Christen alternativ durch Zahlung einer Sondersteuer vom Militärdienst befreien konnten. Das antichristliche Edikt war damit für die Tây-Sơn-Dynastie in weltlicher Hinsicht äußerst nützlich, füllte es doch die Reihen der Armee mit Soldaten und die Schatzkammern mit Geld. In den nächsten Jahren nahm die Unterdrückung – als Folge der Geländegewinne der Nguyễn im Süden – immer weiter zu. Nguyễn Nhạcs brutales Vorgehen gegen die Christen trieb diese in großer Zahl auf die Seite Nguyễn Phúc Ánhs, was wiederum zu einer weiteren Verschärfung der Situation im Tây-Sơn-Gebiet führte.
Die antichristlichen Maßnahmen blieben allerdings auf das Territorium des ältesten Tây-Sơn-Bruders beschränkt. Nguyễn Huệ war gegenüber der christlichen Religion verhältnismäßig positiv eingestellt. Christen in seinem Herrschaftsgebiet durften völlig frei ihren Glauben ausleben, auch wenn sie ebenfalls eine zusätzliche Steuer zu entrichten hatten. Der Kaiser ließ auch den französischen Missionar Girard an seinen Hof holen und machte diesen zu seinem Berater in medizinischen und astronomischen Fragen. Girard unternahm im Namen des Kaisers schließlich sogar eine diplomatische Mission ins portugiesische Macau.
Nach Nguyễn Huệs frühen Tod im Jahr 1792 wurde seine Politik der religiösen Toleranz zunächst fortgesetzt. Französische Missionare berichteten, dass die Situation für Christen in Vietnam viel besser sei als in ihrer Heimat, die zu dieser Zeit von der Revolution erschüttert wurde. Anfang 1795 erließ der Regent Bùi Đắc Tuyên jedoch als Reaktion auf den Vormarsch der Nguyễn-Allianz zwei Edikte, in denen das Christentum erneut verboten wurde. Zwar wurden die Edikte wenig später nach dem Sturz des Regenten für ungültig erklärt, die Christenverfolgung jedoch von den nun herrschenden Generälen weitestgehend fortgesetzt. Die Gewalt erreichte Anfang Herbst 1798 ihren letzten Höhepunkt, als zwei vietnamesische Priester, Emmanuel Triệu und Johannes Đạt, hingerichtet wurden.
Mit dem Sieg Nguyễn Phúc Ánhs herrschte schließlich in ganz Vietnam Religionsfreiheit – dessen Nachfolger auf dem Thron sollten jedoch später zu den schlimmsten Christenverfolgern der vietnamesischen Geschichte werden.
In späterer Zeit wurden die Tây-Sơn-Monarchen häufig als xenophobe Christenhasser dargestellt. Dieses traditionelle Bild lässt sich aber gerade im Hinblick auf Nguyễn Huệ nicht aufrechterhalten.

### Blütezeit der Piraterie

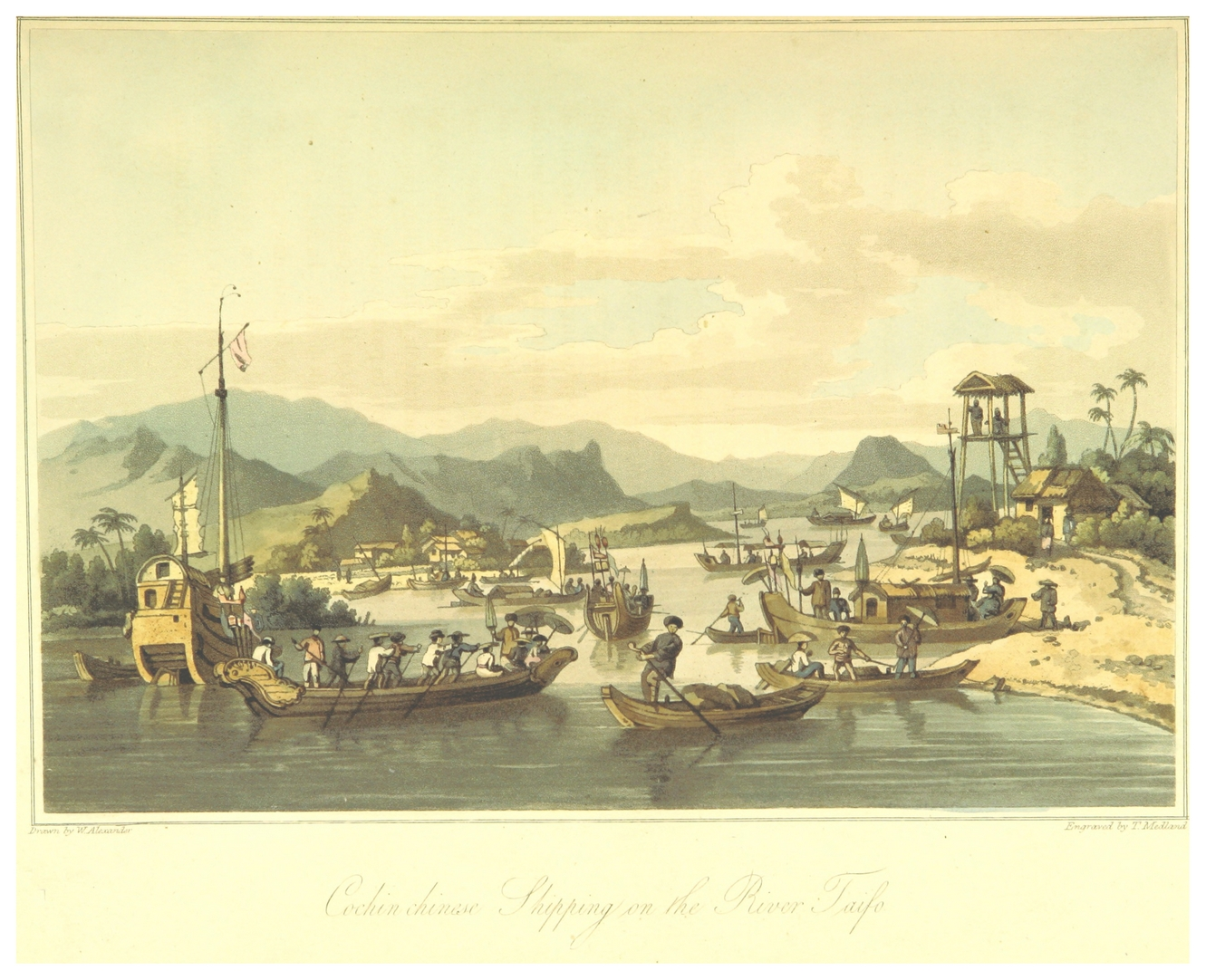
Schiffe in einer Flussmündung an der vietnamesischen Küste, vermutlich nahe Hội An (Cochinchinese Shipping on the River Taifo). Darstellung von William Alexander von 1793, Illustration aus Barrow: A Voyage to Cochin China, Cadell & Davies, London 1806, S. 375

Angesichts des Kriegszustandes mit nahezu allen Nachbarstaaten kränkte die Wirtschaft unter fehlenden Handelsbeziehungen. Versuche, mit der britischen East India Company, den Portugiesen in Macau und den Spaniern auf den Philippinen wirtschaftliche Kontakte zu knüpfen, scheiterten am diplomatisch wenig feinfühligen Vorgehen der Tây-Sơn-Herrscher. Stattdessen förderten diese in großem Umfang die Freibeuterei und heuerten massenhaft Kaperfahrer aus südchinesischen Fischerdörfern an.
Ein großer Teil der Fischer im Süden Chinas lebte zu dieser Zeit am Rande des Existenzminimums; viele kämpften ums tägliche Überleben und hielten sich lediglich dank kleinkrimineller Aktivitäten wie Schmuggel und Strandräuberei über Wasser. Andere hatten die Fischerei bereits gänzlich aufgegeben und waren Piraten geworden. Den Tây Sơn fiel es folglich leicht, zahlreiche Chinesen mit sowohl der seefahrerischen Expertise als auch der nötigen Skrupellosigkeit anzuwerben. Den Männern wurde eine rechtschaffene Karriere im Dienste des Tây-Sơn-Staates versprochen, mit der sie Missetaten ihrer Vergangenheit wieder gut machen könnten – faktisch sollten sie jedoch von nun an Staats-Piraterie betreiben. Die so angeheuerten Freibeuter erhielten vietnamesische Adelstitel und militärische Ränge verliehen und wurden damit formal in das Tây-Sơn-Militärwesen eingegliedert. Zusätzlich wurden ihnen sichere Häfen und geschützte Ankerplätze entlang der langgestreckten vietnamesischen Küste als Operationsbasen zur Verfügung gestellt. Im Gegenzug erwarteten die Tây Sơn etwa 60–80 % Anteil der Beute.
Diese Übereinkunft war sowohl für die Freibeuter als auch die Tây-Sơn-Dynastie überaus gewinnträchtig. Ausgehend von ihren Stützpunkten im Golf von Tonkin machten Piraten bald das ganze Südchinesische Meer unsicher; im Norden reichte ihr Aktionsradius bis Zhejiang. Da zu dieser Zeit Kanton (Guangzhou) der einzige für europäische Händler geöffnete chinesische Hafen war, herrschte in der Region kein Mangel an lukrativen Zielen, wobei die Piraten unterschiedslos europäische und asiatische Schiffe überfielen. Teils wurden bei den Überfällen nur die geladenen Handelsgüter entwendet, teils wurde auch das Schiff übernommen und die Besatzung entweder massakriert oder gefangen genommen und zur Zwangsarbeit gezwungen.
Die vom chinesischen Staat zur Pirateriebekämpfung entsandten Flottenverbände blieben machtlos, da Tây-Sơn-Beamte ihnen höflich aber bestimmt die Einfahrt in die vietnamesischen Flüsse und Buchten untersagten, so dass die Piraten-Unterschlüpfe nicht angegriffen werden konnten. Nach dem Desaster des Jahreswechsels 1788/89 sollte ein erneuter Krieg mit Vietnam unbedingt vermieden werden, weshalb das Kaiserreich trotz des konkreten Verdachts der Piraterieunterstützung auf weitergehende politische oder militärische Maßnahmen gegen die Tây Sơn verzichtete.
Die Zeit der Dynastie entwickelte sich daher schnell zu einem „Goldenen Zeitalter“ der Piraterie im Südchinesischen Meer. Für die Tây Sơn wurde die Piraterie zum zentralen Wirtschaftszweig und zu einer der wichtigsten Einnahmequellen. Auch machten die Piratenschiffe nahezu die gesamte Tây-Sơn-Kriegsmarine aus, wobei die Zahl der Schiffe so groß war, dass die Tây Sơn auch als Seemacht gelten können. Die Piraten dienten dabei auch als eine Art Küstenwache, so verhinderten sie sowohl die Infiltration von Nguyễn-Agenten als auch die Abwanderung der zunehmend unterdrückten Bevölkerung. Der Großteil der Piraten blieb der Tây-Sơn-Dynastie bis zu deren Untergang loyal – so bestand das letzte Aufgebot des Jahreswechsel 1801/02 zu einem wesentlichen Teil aus Piratenschiffen, auch wenn diese der besser ausgerüsteten Nguyễn-Flotte klar unterlegen waren.
Der wichtigste Pirat in vietnamesischen Diensten war Chen Tianbao, der zum faktischen Befehlshaber aller Tây-Sơn-Marineaktivitäten aufstieg und auch die Rekrutierung weiterer Piraten leitete. Zwei andere wichtige Piratenführer, Mo Guanfu und Wushi Er, erhielten vom Tây-Sơn-Monarchen den Königstitel (vương) verliehen. Mo Guanfu befehligte zeitweise über tausend Mann. Ein weiterer Piratenkapitän, Zheng Qi, kontrollierte eine Flotte von über zweihundert Schiffen. Auch dessen Cousin Zheng Yi stand im Bündnis mit den Tây Sơn. Nach seinem Tod im Jahr 1807 übernahm seine Witwe Zheng Yisao die Führung der Piratenallianz und stieg zur mächtigsten Piratin aller Zeiten auf. Bereits 1810 nahmen sie und ihr Partner Zhang Baozai ein Amnestieangebot des chinesischen Staates an, was das Ende der südchinesischen Piraterie markiert, da alle anderen Piratenführer bereits in den Jahren zuvor besiegt worden waren.

### Militär: Hinterhalte und psychologische Kriegsführung
Das Militärwesen stellte das Kernelement des Tây-Sơn-Staates dar. In keinem anderen Abschnitt der vorkolonialen vietnamesischen Geschichte war die Bevölkerung einer solch umfassenden Militarisierung unterworfen wie während der Tây-Sơn-Dynastie. Auch das Verwaltungssystem wurde erstmals seit Entstehung des Beamtentums militärisch dominiert, da die Zivilbeamten den Militärbeamten untergeordnet wurden – zuvor war es umgekehrt gewesen.
Anders als frühere Dynastien besaßen die Tây-Sơn-Brüder zum Zeitpunkt ihrer Usurpation weder Verbindungen zum Kaiserhof noch die Unterstützung der Gelehrten oder religiösen Würdenträger. Militärische Erfolge wurden damit zur wichtigsten Legitimationsmöglichkeit ihres Herrschaftsanspruches. Dies gilt insbesondere für Nguyễn Huệ, der seine Herrschaft der persönlichen Loyalität seiner Truppen verdankte und sein Kaisertum ähnlich wie einst Lê Lợi mit seinem Kampf gegen China rechtfertigte. Unter seiner Führung befand sich das Land permanent im Kriegszustand. Wenn gerade keine Invasionsarmee abzuwehren war, zettelte er selbst Konflikte an, so im Falle des nicht abgesprochenen Angriffs gegen die Trịnh, der Einfall in Laos und schließlich der – aufgrund seines Todes nie umgesetzte – gigantomanische Eroberungsfeldzug gegen Südchina.
Die militärischen Erfolge der Tây-Sơn-Truppen, der „rechtschaffenen Armee“, basierten größtenteils auf der geschickten Ausnutzung von Kriegslisten, dem Auflauern in Hinterhalten und psychologischer Kriegsführung. Bereits der erste nennenswerte Erfolg der Rebellen, die Eroberung von Quy Nhơn, erfolgte durch eine List, die an das Trojanische Pferd erinnert: So wurde der Aufstandsführer Nguyễn Nhạc als vermeintlicher Gefangener in einem Käfig der Stadtgarnison übergeben. Nach Einbruch der Dunkelheit befreite er sich aus dem Käfig und öffnete seinen wartenden Truppen die Stadttore.

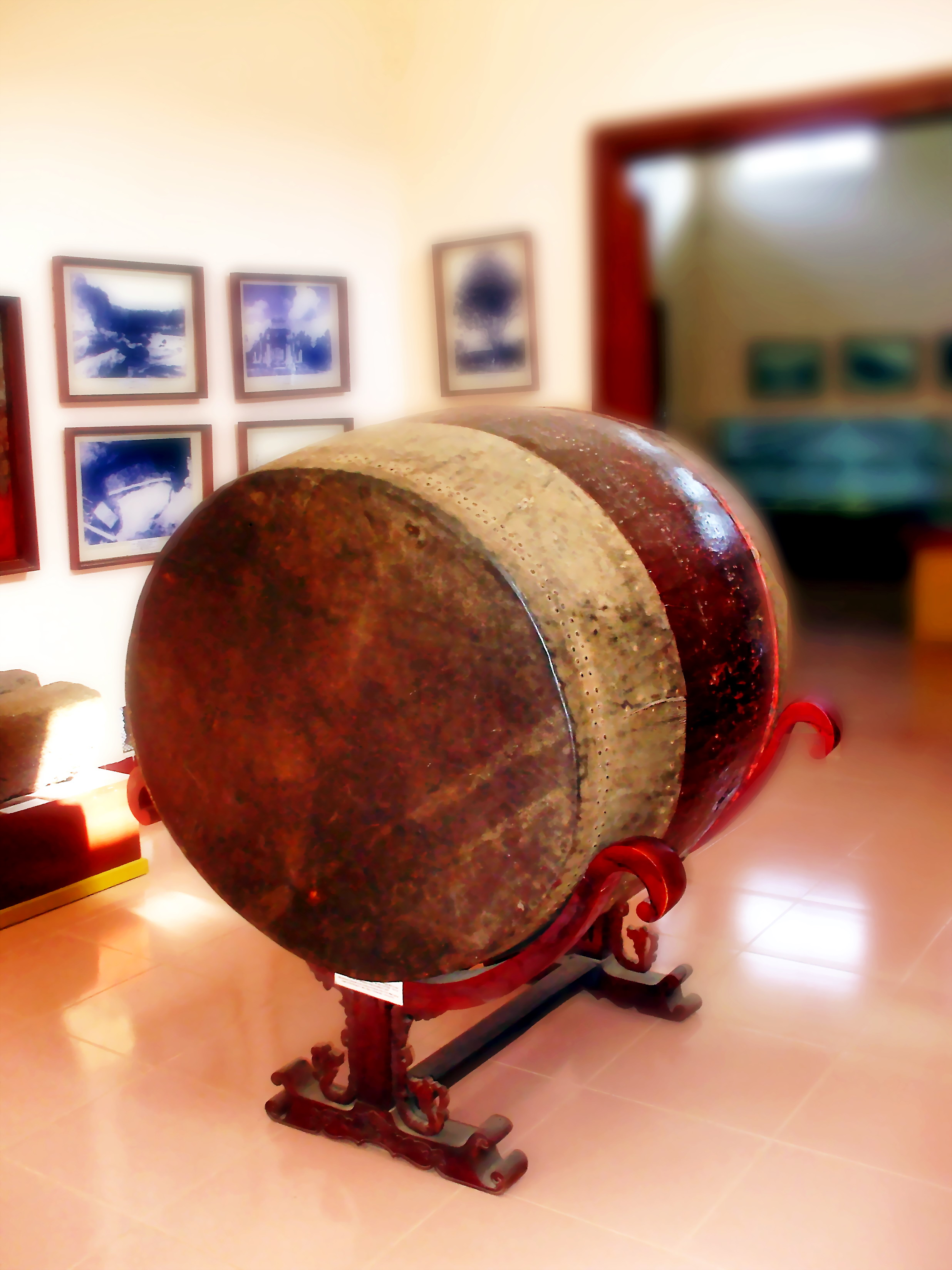
Kriegstrommel der Tây-Sơn-Armee

Im Vorfeld von Gefechten machten die Tây-Sơn-Truppen Lärm durch das Aufeinanderschlagen ihrer Waffen und gaben dazu laute Zischlaute von sich. Diese Vorgehensweise wurde so charakteristisch, dass sie von ihren Gegnern meist nur noch die „zischende Armee“ genannt wurden. Kombiniert mit Trommeln und einem riesigen roten Banner führte allein das Auftreten der unheilvoll lärmenden Tây-Sơn-Soldaten dazu, dass die moralschwachen feindlichen Truppen schnell die Flucht ergriffen. Die Nguyễn- und Trịnh-Fürsten hatten in der langen Friedensphase das Militärwesen stark vernachlässigt; ihre Soldaten waren zum Großteil schlecht ausgebildet und miserabel bezahlt und zeigten entsprechend wenig Kampfgeist. Im Gegensatz dazu handelte es sich bei den frühen Tây-Sơn-Rebellen um hochmotivierte Freiwillige, die durch Plünderungen auch schnell zu Reichtum gelangen konnten. Im Jahr 1774 hatten sich etwa 25.000 Mann freiwillig der Rebellion angeschlossen.
Im Kampf setzten die Tây Sơn auf Schocktruppen, die konzentriert angreifen und Panik erzeugen sollten. Dazu gehörten etwa großgewachsene Angehörige der Bergvölker, die bis auf Qing-Haarmode und am Körper klebende Goldfolie völlig nackt waren und im Alkoholrausch berserkerähnlich vorstürmten. Vor allem setzte man aber in großer Zahl Kriegselefanten ein. Vermutlich waren die Tây-Sơn-Kriege der letzte Konflikt, in dem Elefanten noch eine kriegsentscheidende Rolle spielten – insbesondere gegen die Chinesen, die Kriegselefanten nicht (mehr) kannten. Nguyễn Huệ und seine Generäle ritten üblicherweise auf Elefanten in die Schlacht. Auch für die geplante Invasion Chinas wurden riesige Elefanten-Transportschiffe gebaut, die letztlich nie zum Einsatz kamen.

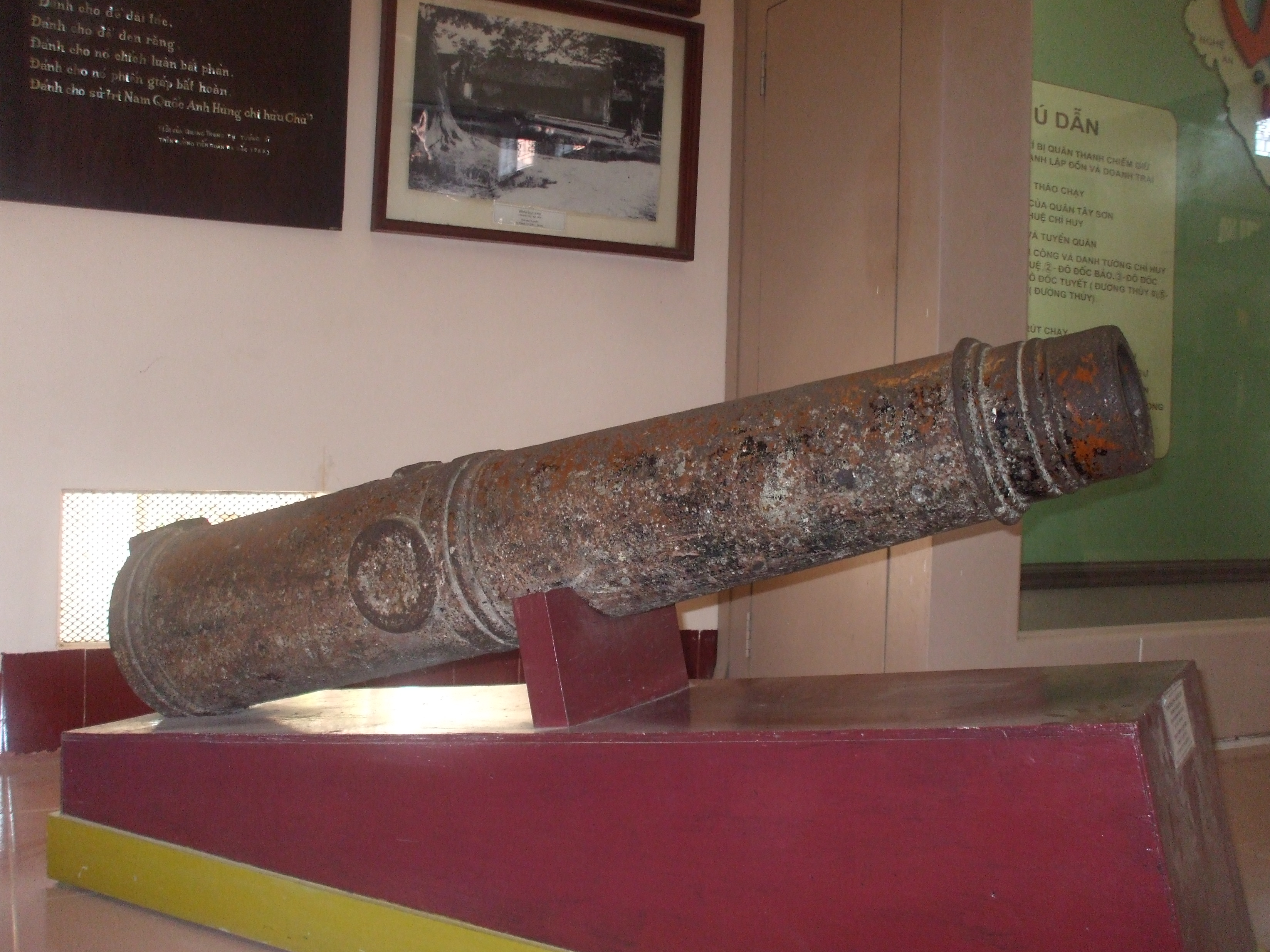
Kanone der Tây-Sơn-Zeit, gefunden im Hafen von Quy Nhơn

Der Ausbildungs- und Einsatzschwerpunkt der Fußtruppen lag auf dem Nahkampf (wohl bedingt durch den Mangel an Schusswaffen). Die den Männern beigebrachten Kampftechniken wurden in späterer Zeit als Võ Bình Định (oder auch Võ Tây Sơn) zusammengefasst und gelten heute als ein Stil der vietnamesischen Kampfkünste.
Da ihre Feinde meist zahlenmäßig deutlich überlegen waren, vermieden die Tây Sơn offene Feldschlachten und griffen stattdessen dann an, wenn der Gegner es nicht erwartete. So wurde 1785 die regionsunkundige siamesische Flotte in einem Flusslauf in einen Hinterhalt gelockt, während man 1789 die chinesische Armee vor Hanoi während der Feierlichkeiten zum Neujahrsfest attackierte. Solche Taktiken waren nicht neu, funktionierten aber aufgrund der Inkompetenz der feindlichen Befehlshaber, die sich aufgrund ihrer zahlenmäßigen Übermacht in falscher Sicherheit wiegten.
Trotz der Siege erlitten die Tây Sơn in den durch große Brutalität geprägten Kämpfen hohe Verluste. Schätzungsweise wurden während der Tây-Sơn-Kriege insgesamt mehrere hunderttausend Mann getötet. Die Verluste rissen große Lücken in die Reihen der Kampfverbände, die durch eine strikte Wehrpflicht wieder aufgefüllt werden sollten. Dabei kam den Tây-Sơn-Herrschern die umfassende Bevölkerungserfassung und -kontrolle zugute. Theoretisch konnte jeder männliche Vietnamese zwischen neun und fünfzig Jahren zum Wehrdienst eingezogen werden. Anders als beim Frondienst waren weiterhin nur Männer wehrpflichtig; Frauen konnten sich allerdings freiwillig den Truppen anschließen und auch Generalsränge erlangen. Je nach Region und Zeit musste jeder dritte bis jeder siebte Wehrpflichtige eines Dorfes den aktiven Dienst antreten, teilweise wurden auch alle tauglichen Männer eines Ortes auf einmal in die Armee gezwungen. Der Versuch, sich der Rekrutierung zu entziehen, wurde sofort mit dem Tod bestraft. Wer außerhalb seines Heimatdorfes ohne Identitätskarte angetroffen wurde, wurde direkt zwangsrekrutiert, ebenso alle Christen, die die ihnen auferlegte Sondersteuer nicht zahlen konnten. Zusätzlich gliederten die Tây-Sơn-Anführer viele Banditen (Räuberbanden) als irreguläre Verbände in die Armee ein. Diese plünderten und brandschatzten im großen Stil und trugen damit maßgeblich zur Verelendung ganzer Regionen bei. Aus der einstigen Freiwilligenarmee wurde eine Streitmacht aus Massen von zwangsrekrutierten Bauern, Abenteurern und Banditen. In den späten 1780er- und frühen 1790er-Jahren konnten die Tây Sơn so an die 50.000 bis 60.000 Mann ins Felde führen.
Die Soldaten sollten durch einen brutalen Drill abgehärtet und bewusst zu grausamem Verhalten motiviert werden. Viele Rekruten überlebten dementsprechend nicht die Grundausbildung. Angeblich sollen auch kannibalistische Rituale zur Verrohung der Männer durchgeführt worden sein. In den letzten Jahren der Tây-Sơn-Dynastie scheint dieses auf Zwang und Brutalität basierende System nicht mehr funktioniert zu haben, weshalb versucht wurde, die Soldaten durch die inflationäre Vergabe von Offiziersrängen und Adelstiteln bei Laune zu halten. In manchen Dörfern trug um 1800 etwa die Hälfte der wehrpflichtigen Männer entweder einen Adelstitel oder einen hohen militärischen Rang.
Diese Maßnahmen konnten jedoch den schnellen militärischen Zusammenbruch der Tây-Sơn-Dynastie nicht verhindern. Anders als die Tây-Sơn-Brüder, die innerhalb weniger Jahre ein riesiges Reich erobert hatten, ging Nguyễn Phúc Ánh bedächtig vor. Er verblieb etwa ein Jahrzehnt lang in Saigon und organisierte dort die Verwaltung, ließ Festungen errichten, Schiffe bauen und seine Truppen mit modernen Waffen ausbilden. Als er dann langsam aber stetig nach Norden vorstieß, zeigte sich, dass die einst gefürchteten Tây-Sơn-Truppen ihre militärische Überlegenheit verloren hatten.

## Liste der Kaiser der Tây-Sơn-Dynastie
(gemäß Trần Trọng Kim)
| Persönlicher Name        | Äraname                                                | Tempelname   | Postumer Titel     | Regierungsjahre        | Anmerkungen                                    |
| ------------------------ | ------------------------------------------------------ | ------------ | ------------------ | ---------------------- | ---------------------------------------------- |
| 阮岳 Nguyễn Nhạc         | 泰德 Thái Đức                                          | –            | –                  | 1778–1788 (als Kaiser) | Gegenkaiser zu Lê Hiển Tông und Lê Chiêu Thống |
| 阮惠 Nguyễn Huệ          | 光中 Quang Trung                                       | 太祖 Thái Tổ | 武皇帝 Võ Hoàng đế | 1788–1792              |                                                |
| 阮光纘 Nguyễn Quang Toản | 景盛 Cảnh Thịnh (1793–1801), 寶興 Bảo Hưng (1801–1802) | –            | –                  | 1792–1802              |                                                |

## Rezeption
Keine andere Periode der vorkolonialen Geschichte Vietnams wurde so kontrovers diskutiert und widersprüchlich beurteilt wie die Tây-Sơn-Dynastie. Allgemeine Einigkeit besteht lediglich in dem Punkt, dass die Tây-Sơn-Rebellion einen wesentlichen Umbruch (Zäsur) in der vietnamesischen Geschichte darstellt.
Zunächst versuchten die Geschichtsschreiber des Nguyễn-Kaiserhofs den Tây-Sơn-Brüdern jegliche dynastische Legitimität abzusprechen. Die Tây-Sơn-Anführer waren im offiziellen Sprachgebrauch lediglich „Banditen“ und „Rebellen“ und somit unrechtmäßige Usurpatoren der Staatsgewalt. In der ab Mitte des 19. Jahrhunderts entstandenen Hofchronik Đại Nam thực lục wird dem Begriff Tây Sơn stets der Zusatz „falsch“ vorangestellt, um auf die vermeintliche Illegitimität der Dynastie hinzuweisen. Ebenso wurden die Ereignisse der Tây-Sơn-Zeit mit dem Äranamen des vorletzten Lê-Kaisers datiert (obwohl dieser bereits 1786 starb); die Lê-Dynastie wurde also auf dem Papier bis zum Beginn des Nguyễn-Kaisertums im Jahr 1802 verlängert. Die Mobilisierung breiter Bevölkerungsschichten für die Tây-Sơn-Sache erfolgte gemäß dieser Sichtweise zunächst durch Täuschung und später durch Zwang und Unterdrückung. Die Tây-Sơn-Anführer wurden für ihre militärischen Leistungen zwar gewürdigt, zugleich aber als grausame Despoten diskreditiert. Diese Illegitimierung der Tây-Sơn-Dynastie wurde allerdings außerhalb des Kaiserhofes lediglich in Nguyễn-Hochburgen wie Saigon mit Zustimmung aufgenommen. Im einstigen Tây-Sơn-Kerngebiet um Quy Nhơn wurden die Brüder Nguyễn Nhạc und Nguyễn Huệ zunehmend als Volkshelden nostalgisch verklärt, während viele Gelehrte in Hanoi sowohl die Tây Sơn als auch die Nguyễn als Fremdherrscher aus dem Süden ansahen. Erschwerend kam hinzu, dass gerade die sinophilen Nguyễn die Anerkennung der Tây-Sơn-Herrscher durch den chinesischen Kaiser nicht abstreiten konnten.
Mit dem Niedergang der Nguyễn-Dynastie und deren Unterwerfung durch Frankreich Ende des Jahrhunderts begann sich das Bild zu wandeln. Die Nguyễn-Monarchen verloren als Marionetten der Kolonialherren schließlich jeglichen Rückhalt im Volk. In den ersten Jahrzehnten des 20. Jahrhunderts setzte sich dann unter den renommierten Gelehrten die Sichtweise des rechtmäßigen Tây-Sơn-Kaisertums durch, auch wenn die Brüder nicht sonderlich positiv beurteilt wurden (so etwa bei Trần Trọng Kim).

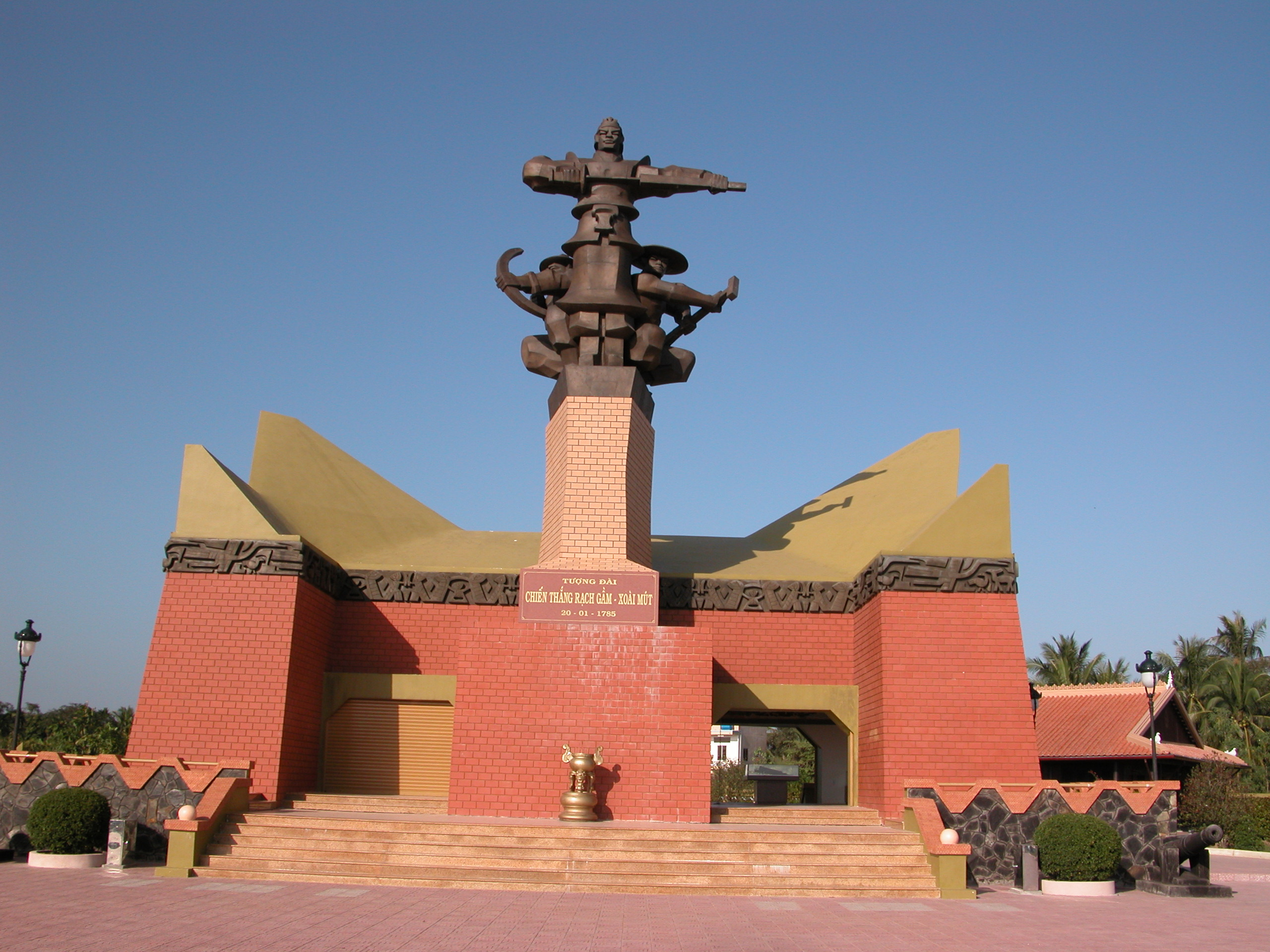
Modernes Denkmal zur Erinnerung an den Sieg der Tây-Sơn-Brüder über Siam und die Nguyễn in der Schlacht von Rạch Gầm-Xoài Mút (Provinz Tiền Giang).

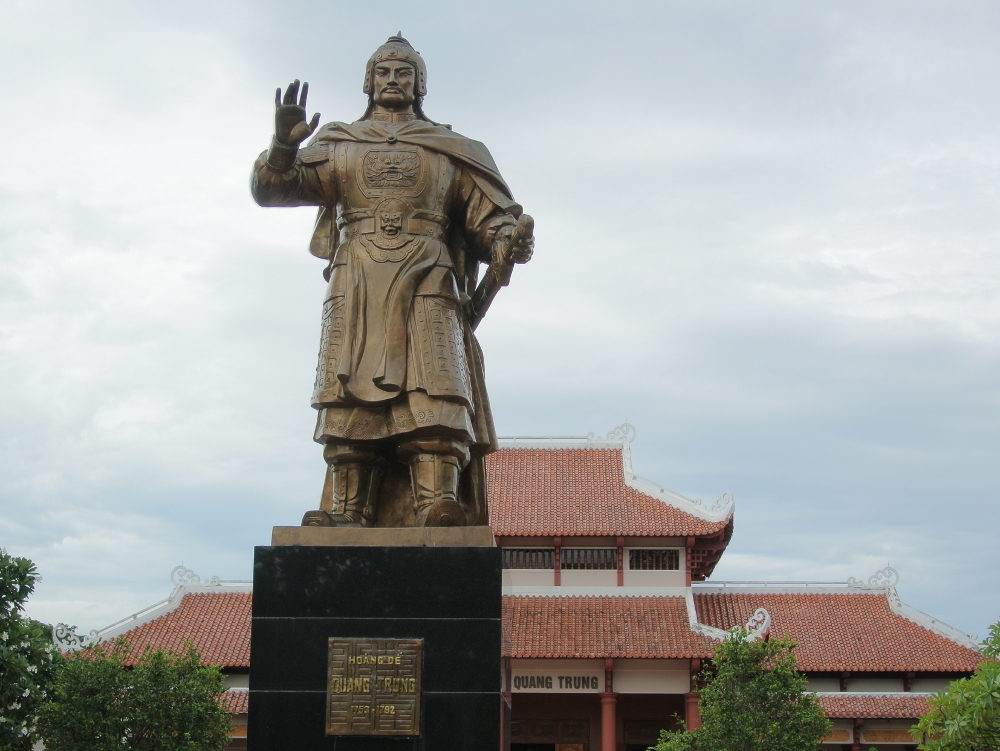
Moderne Statue des Nguyễn Huệ (Kaiser Quang Trung) vor dem Quang-Trung-Museum (Tây Sơn, Provinz Bình Định).

Im Jahr 1938 stellte der in der kommunistischen Unabhängigkeitsbewegung aktive Historiker Đào Duy Anh die Tây-Sơn-Rebellion erstmals als bäuerlich dominierte Massenbewegung dar. Sein Kollege Trần Huy Liệu baute diese Interpretation weiter aus; er sah in Aufstand und Herrschaft der Tây Sơn eine Revolution. Diese Ausarbeitung wurde nach der Augustrevolution 1945 Teil der offiziellen Geschichtsschreibung der Demokratischen Republik Vietnam. Die Tây-Sơn-Brüder galten nun als frühsozialistische Revolutionäre und patriotische Kämpfer für die Einheit und Unabhängigkeit des Landes – und somit als Vorläufer der Việt Minh. Während die Tây Sơn im marxistischen Sinne als Vertreter des Willens der Bauernklasse angesehen wurden, so galten die Nguyễn als unterdrückerische Feudalherren, die lediglich aufgrund der Unterstützung ausländischer Imperialisten letzten Endes den Sieg davongetragen hatten.

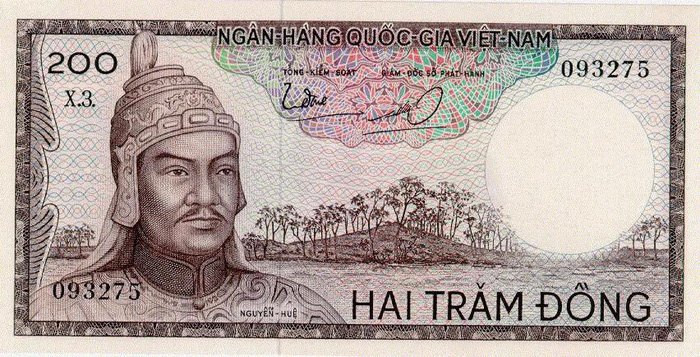
Nguyễn Huệ auf der südvietnamesischen 200-Đồng-Banknote

Auch in Südvietnam galten die Tây-Sơn-Brüder als Nationalhelden. Neben dem militärischen Aspekt (Sieg über China) war hier vor allem ihre südliche Herkunft für die Verehrung ausschlaggebend: Lediglich die Tây Sơn und die Nguyễn regierten vom Süden aus – und da die Nguyễn als Kollaborateure des Kolonialismus nicht mehr als Vorbild taugten, wurde die Tây Sơn zu Vorreitern eines südvietnamesischen Staatswesens stilisiert.
In der Geschichtswissenschaft des heutigen Vietnams bleibt weiterhin die Interpretation der vietnamesischen Unabhängigkeitsbewegung dominierend. Zwar stellen neuere Werke vietnamesischer Historiker die Tây Sơn meist nicht mehr als marxistische Klassenkämpfer dar. Dennoch gelten die Brüder stets als Patrioten, die zunächst gegen die Nguyễn rebellierten, um das einfache Volk aus der Armut zu befreien, und anschließend die Trịnh stürzten, um das Land zu einigen, bevor sie mit dem Sieg über die chinesischen Invasoren die nationale Unabhängigkeit sicherten. Diese Darstellung der Tây Sơn als patriotische Vorkämpfer einer vom Volk getragenen Einigungsbewegung lässt sich allerdings in keiner Weise durch zeitgenössische Quellen belegen.
In der chinesischen und siamesischen (bzw. thailändischen) Geschichtsschreibung wird der Tây-Sơn-Zeit wenig Aufmerksamkeit geschenkt. In China wurden die Ereignisse der Jahre 1788/89 zu den Zehn Großen Feldzügen der Qing-Dynastie gezählt und der „Sieg“ über die aufständischen Vietnamesen propagandistisch verarbeitet, etwa in den Gemälden und Kupferstichen der Serie Les conquêtes de l'empereur de la Chine, die nach Vorgabe von am chinesischen Hof lebenden Jesuiten in Frankreich gefertigt wurden. Da die Nguyễn-Dynastie nach ihrer Machtübernahme die Oberherrschaft des chinesischen Kaisers anerkannte, ein chinesisches Hofzeremoniell etablierte und generell eine chinafreundliche Politik betrieb, hatte die Tây-Sơn-Epoche ein für China versöhnliches Ende gefunden.
Aus thailändischer Sicht gelten die Tây-Sơn-Kriege nur als ein Abschnitt des viel längeren Machtkampfes zwischen Siam und Vietnam um die Oberherrschaft über Kambodscha und Laos. Da das Bündnis zwischen Gia Long und König Rama I. nach dem Tod des letzteren im Jahr 1809 schnell zerbrach und es zu einem neuen Krieg kam, wird der kurzen Periode, in der Nguyễn und Siamesen auf der gleichen Seite standen, wenig Bedeutung beigemessen.
In der westlichen Geschichtswissenschaft wurde die Tây-Sơn-Dynastie lange Zeit weitestgehend ignoriert. Zeitgenössische Berichte von Missionaren stellten die Tây-Sơn-Brüder als christenfeindliche Kriegsherren dar und verglichen sie in ihrem Eroberungsdrang mit Alexander dem Großen und Attila. Frühe französischsprachige Werke übernahmen weitestgehend die Nguyễn-Sichtweise, stellten aber die französische Unterstützung für Nguyễn Phúc Ánh in den Vordergrund. Der in Frankreich lebende vietnamesische Gelehrte Lê Thành Khôi lieferte 1955 in seiner Überblicksdarstellung Viêt-Nam, Histoire et Civilisation erstmals eine relativ ausgewogene Darstellung der Zeit. Ab den 1970er-Jahren entstanden auch mehrere englischsprachige Werke, die die Tây-Sơn-Dynastie behandelten, wenn auch nur als Nebenaspekt früherer oder späterer Ereignisse. So charakterisiert etwa Alexander Woodside in seinem Werk Vietnam and the Chinese Model (1971) die Tây-Sơn-Rebellion als Beginn der „modernen vietnamesischen Geschichte“. Tana Li beschreibt in Nguyễn Cochinchina (1998) ausführlich die Anfänge der Tây Sơn und kommt zu dem Schluss, dass es sich bei deren Rebellion nicht um eine Bauernbewegung, sondern eine „provinzielle Revolte“ gehandelt habe. Sowohl Lockhart und Duiker (Historical Dictionary of Vietnam, 2006) als auch Christopher Goscha (Penguin History of Modern Vietnam, 2016) vergleichen die Tây-Sơn-Rebellion in ihren Ursachen und Zielen, ihrem Ablauf, dem Maß der Gewalt und der Bedeutung für die Geschichte des Landes mit dem Taiping-Aufstand in China. K. W. Taylor argumentiert in seiner Überblicksdarstellung A History of the Vietnamese (2013), die Tây-Sơn-Zeit sei primär ein Kampf um die Vorherrschaft über den Süden Vietnams gewesen, während das einstige Machtzentrum, der Norden, nur noch passiv die Ereignisse verfolgen konnte. Durch den Sieg der Nguyễn stieg schließlich Saigon zur Metropole auf, während Quy Nhơn nie mehr überregionale Bedeutung erlangte.
Das bisher einzige nicht-vietnamesischsprachige Werk, das die Tây-Sơn-Dynastie im Detail beleuchtet, ist allerdings das 2006 erschienene The Tây Son Uprising: Society and Rebellion in Eighteenth-Century Vietnam von George E. Dutton. Dutton analysiert ausführlich die Herrschaftslegitimation der Tây-Son-Brüder und deren Beziehung zu den verschiedenen sozialen, ethnischen, wirtschaftlichen und kulturellen Gruppen der damaligen vietnamesischen Gesellschaft. Er erläutert, dass der Grund für den Erfolg des Aufstandes nicht der vermeintliche politische Wille des Volkes gewesen war, sondern wirtschaftliche Notlagen und soziale Zerrüttungen kombiniert mit dem Charisma und persönlichen Ehrgeiz der opportunistischen Anführer. Die Tây-Son-Herrscher seien damit keine Nationalhelden oder Revolutionäre, sondern „überbewertete Rebellen“.